# Letiště Václava Havla Praha

Logo letiště

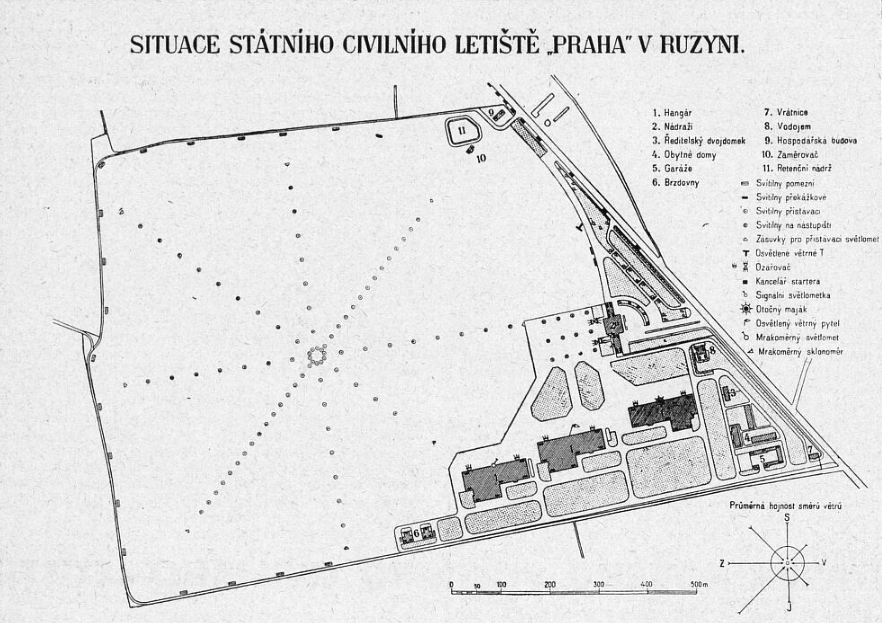
Státní civilní letiště Ruzyně (nyní Terminál Jih), plán (Letectví, prosinec 1936)

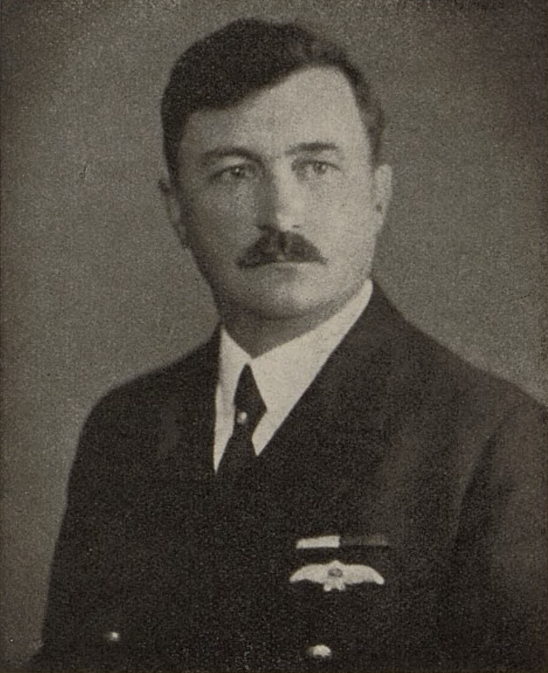
Ing. Bedřich Trnka, první ředitel letiště (časopis Letectví, 1937)

Letiště Praha-Ruzyně (IATA: PRG, ICAO: LKPR), oficiálně pojmenované Letiště Václava Havla Praha či Mezinárodní letiště Václava Havla v Praze (anglicky Václav Havel Prague International Airport či Václav Havel Airport Prague), je veřejné mezinárodní letiště umístěné na severozápadním okraji Prahy, na území městské části Praha 6, konkrétně v Ruzyni. Letiště je určeno pro mezinárodní i vnitrostátní, pravidelný i nepravidelný letecký provoz. Leteckou základnu zde mají České aerolinie, Eurowings,  Smartwings a Ryanair. Provozovatelem letiště je akciová společnost Letiště Praha, a. s., v jejímž čele stojí pětičlenné představenstvo, jehož předsedou je od 30. 8. 2021 Jiří Pos.
V roce 2019 odbavilo rekordních 17,8 milionů cestujících při více než 154 tisících vzletech/přistání letadel. Z Prahy se létá do destinací po celém světě, včetně Asie, Afriky či Severní Ameriky. Jedná se o největší a nejrušnější letiště v Česku.

## Historie
Letiště v Ruzyni bylo nově vybudováno ve třicátých letech jako náhrada za původní hlavní pražské letiště Kbely založené po vzniku republiky roku 1918. Nové letiště bylo postaveno v šedesátých letech v souvislosti s rozvojem letectví a proudových letadel. Další, podstatná rozšíření si vyžádalo otevření hranic a výrazné navýšení letecké dopravy po roce 1989.

### Vznik a počátky (1933–1945)

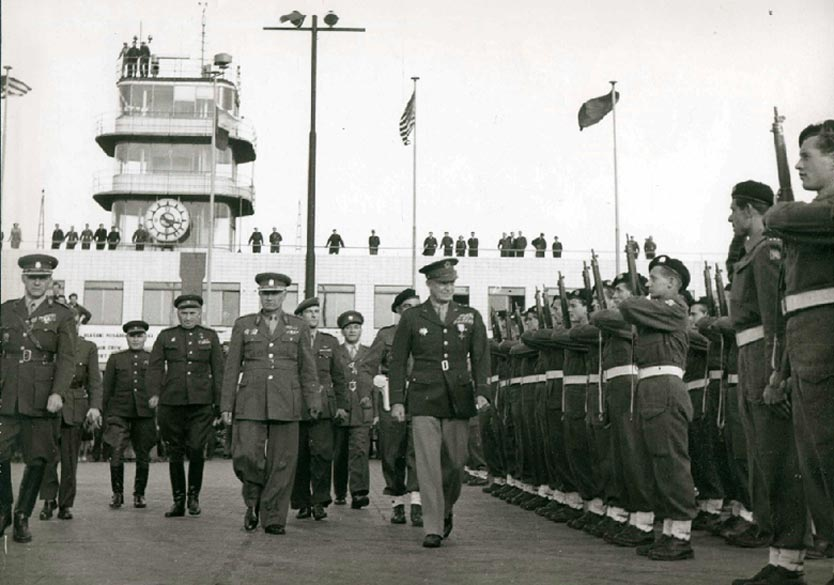
Původní řídicí věž Letiště Praha/Ruzyně v roce 1945. V popředí americký generál Dwight D. Eisenhower.

Letiště bylo vystavěno na pláni zvané Dlouhá míle v letech 1933–1937. Konstrukce letiště vyprojektovaná architektem Adolfem Benšem byla na Mezinárodní výstavě umění a techniky v Paříži v roce 1937 oceněna zlatou medailí. Doprovodné budovy navrhl Kamil Roškot. Provoz letiště byl zahájen 5. dubna 1937, kdy zde v devět hodin ráno přistál letoun Douglas DC-2 Československé letecké společnosti na letu z Piešťan přes Zlín a Brno, o hodinu později pak letoun Air France na trati z Vídně do Drážďan. Na letišti se nacházelo 5 travnatých vzletových a přistávacích drah. Během prvního roku provozu odbavilo letiště téměř 14 tisíc cestujících, kteří mohli využít celkem 24 linek.[chybí lepší zdroj]
Na letiště Praha/Ruzyně byla přemístěna veškerá civilní letecká doprava z Letiště Praha-Kbely, kde zůstal pouze vojenský letecký provoz. Prvním ředitelem byl jmenován Ing. Bedřich Trnka, který předtím zastával stejnou pozici na kbelském letišti. Prudký rozvoj techniky a letecké dopravy si vynutil takřka okamžité rozšíření letiště z původních 80 ha na čtyřnásobek. Od 15. srpna do 22. prosince 1937 byly vybudovány zpevněné vzletové a přistávací dráhy 08/26 (délka 500 m) a 04/22 (délka 280 m) a pojezdová dráha (dnes P). V roce 1938 byla vybudována VPD 13/31 (nyní 12/30) o délce 1000 m a 17/35 s délkou 950 m, VPD 04/22 byla prodloužena na 1080 m. Za doby německé okupace Československa byla dráha VPD 08/26 v roce 1941 prodloužena na 1300 m a dráha VPD 04/22 v roce 1944 na 1800 m. Křižovatka drah 04/22, 13/31 a 17/35 bývala také nazývána „Velké náměstí“ – „Big square“.
Během Pražského povstání využívala letiště německá armáda k leteckým útokům na povstalce. 6. května letiště obklíčila Ruská osvobozenecká armáda (tzv. vlasovci). Němcům se z obklíčení podařilo proniknout, ale nemohli letiště dále využívat.

### Rozšíření a nové letiště (1945–1989)

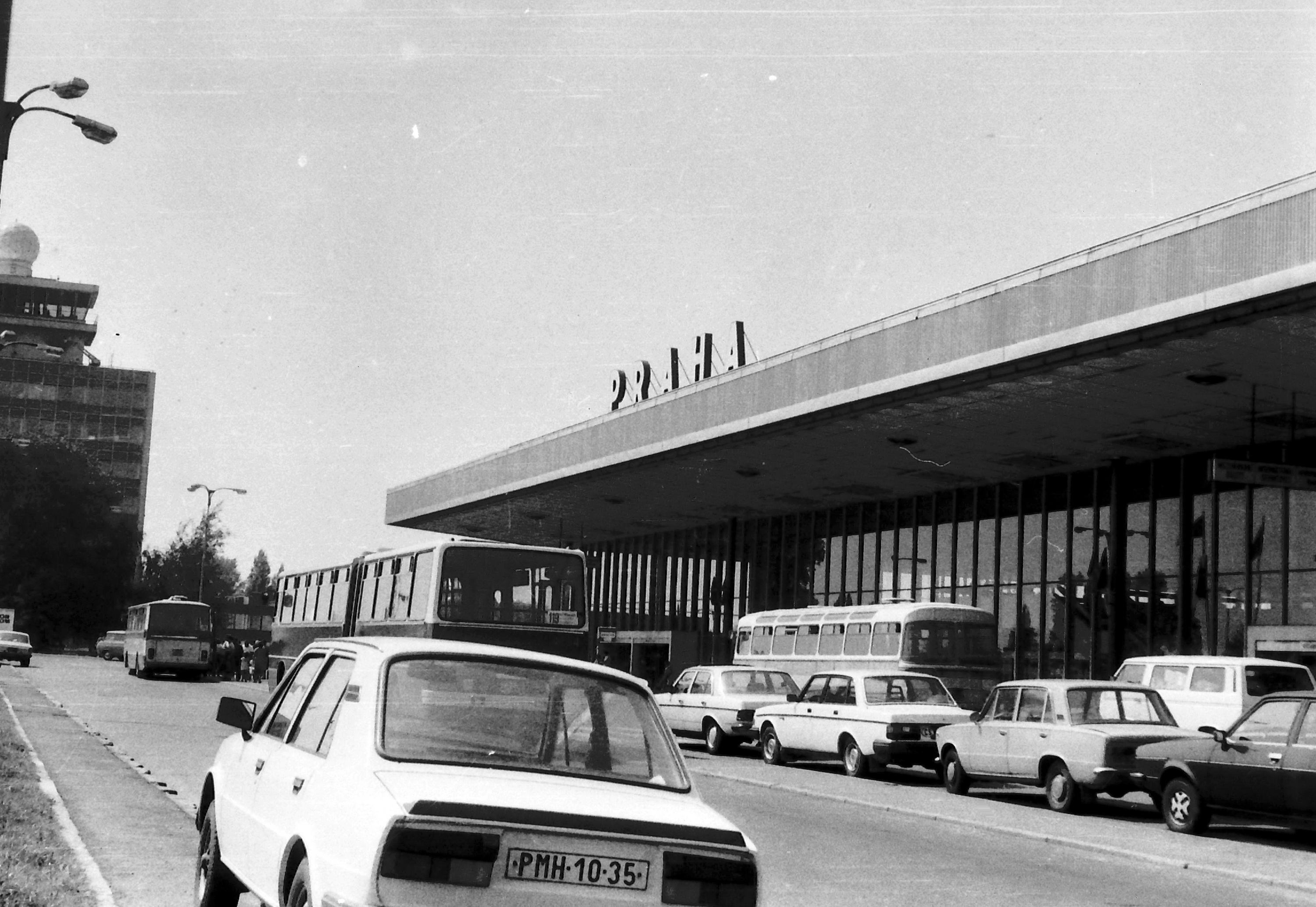
Hala Nového letiště, dnešního Terminálu 1, v roce 1985

Prvních úprav se letiště dočkalo po válce. V letech 1947–1956 doznalo rozšíření a vylepšení jeho technické zázemí. Konec padesátých let pak přinesl další úpravy v souvislosti s příchodem proudových letadel. Po válce byla zahájena stavba paralelní dráhy 04/22, která byla záhy zastavena.
V letech 1960–1968 bylo letiště rozšířeno o oblast označovanou dnes jako Sever na tzv. Nové letiště. V polovině 60. let byla vypsána další architektonická soutěž a podle vítězného návrhu byla vybudována nová odbavovací budova architektů Karla Filsaka a Karla Bubeníčka, sousedící hangár a nový systém tří vzletových a přistávacích drah (nejdelší z nich o délce 3200 m). Při té příležitosti byla plocha letiště rozšířena na 800 ha (což znamenalo rozšíření území hlavního města nejen o obec Ruzyně, ale také o části Kněževsi, Přední Kopaniny a Hostivice). Projekt nového letiště Ruzyně byl vypracován v letištním atelieru Vojenském projektovém ústavu vedeném pplk. Ing.arch. Vladimírem Conkem, CSc., členem katedry letištních staveb na ČVUT v Praze, který byl také hlavním inženýrem výstavby letiště.

### Po roce 1989

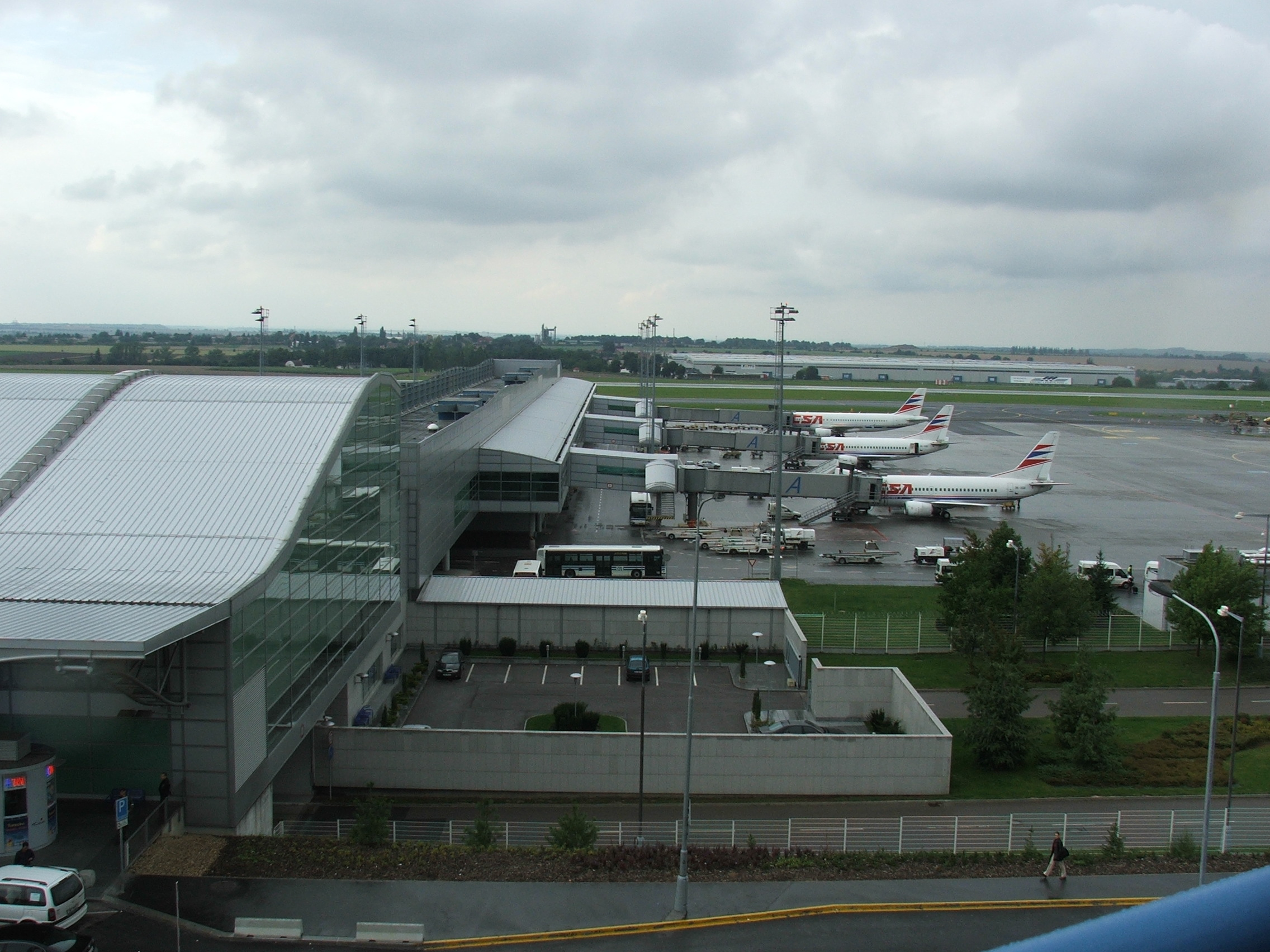
„Prst A“ terminálu T1

V letech 1989–1993 byla provedena rekonstrukce severní odbavovací budovy, také v tomto případě byla vypsána architektonická soutěž, ve které zvítězili Petr Franta a Michal Brix. Souběžně byly rekonstruovány vzletové a přistávací dráhy. Zároveň byl vypracován investiční záměr rozšíření odbavovacího prostoru v areálu Sever. K jeho uskutečňování se přikročilo v roce 1995 a jeho součástí je i terminál 2, otevřený 17. ledna 2006, který navrhl tým architektů Nikodem a Partner spol. s r. o. a Mansfeld IDC s r. o. Z nových staveb budí pozornost z architektonického hlediska rovněž budova energetického dispečinku od dvojice respektovaných architektů Zdeňka Jirana a M. Kohouta (2006).

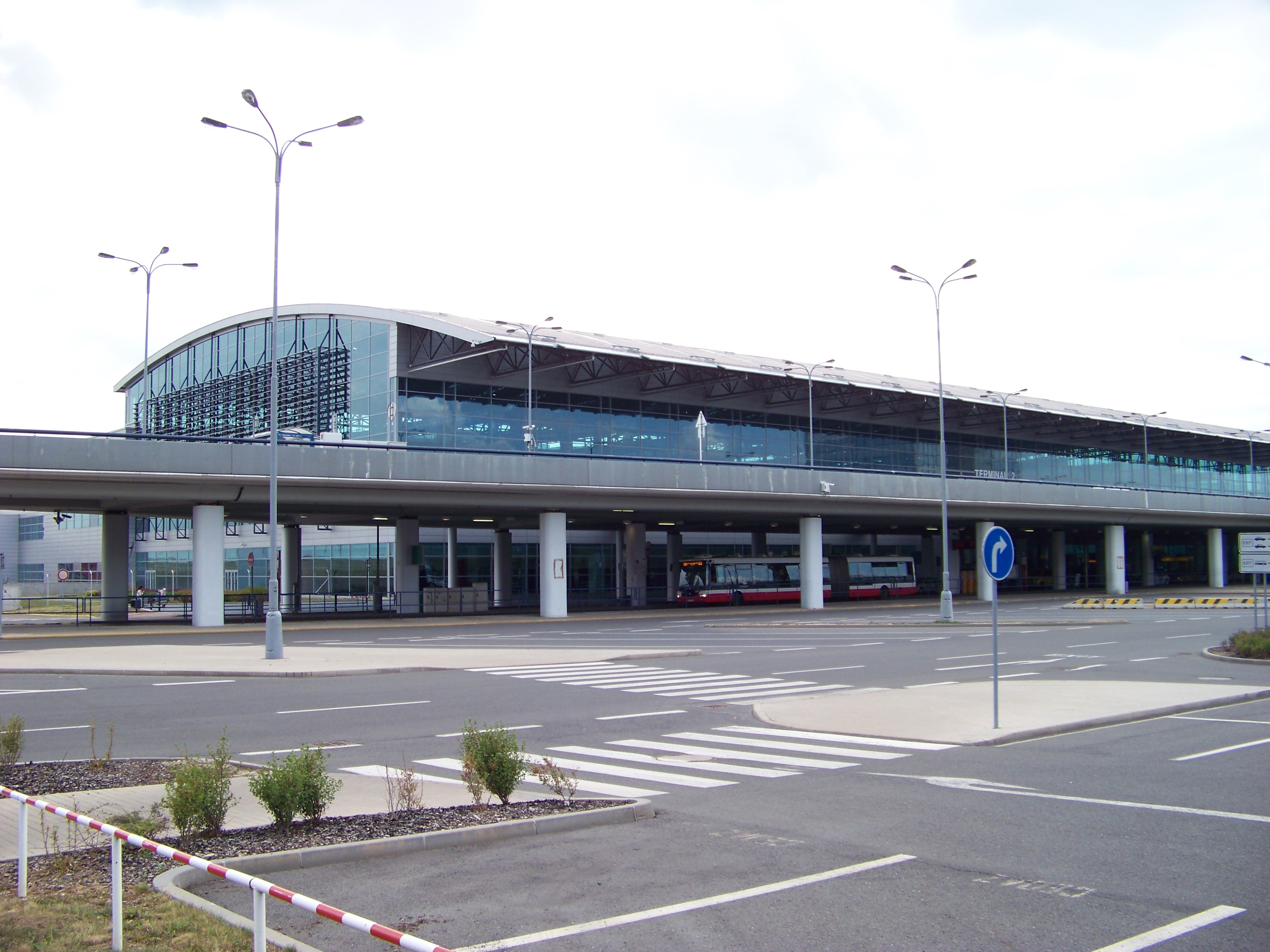
Budova Terminálu 2 z roku 2006

Švýcarská federální prokuratura v roce 2008 požádala české úřady o právní pomoc ve věci privatizace státem ovládané společnosti Letiště Praha, která je vlastníkem letiště v Ruzyni. Švýcarská prokuratura měla zájem o informace z českých policejních spisů, které s prodejem letiště souvisí. Švýcarská prosba měla spojitost s podezřením na legalizaci peněz z nezákonné činnosti.
V roce 2016 začal na Ruzyňské letiště denně létat největší dopravní letoun světa Airbus A380 letecké společnosti Emirates na lince z Dubaje. Na pražské letiště začaly létat také nové tři čínské letecké společnosti China Eastern (Šanghaj), Hainan (Peking) a Sichuan Airlines (Čcheng-tu). V létě byl na linku Korean Air ze Soulu nasazován nejdelší letoun světa Boeing 747-8, z Kanady nově začala v létě společnost Air Canada Rouge. Novou nákladní linku také zahájila společnost Qatar Airways.
Dne 16. února 2017 ve večerních hodinách anonym telefonátem nahlásil bombu na Terminálu 2 Letiště Václava Havla. Budova byla evakuována a prostor prohledali pyrotechnici, kteří žádnou výbušninu ani bombu nenašli. V 22:30 téhož dne byl obnoven provoz. Na jaře 2017 zde začaly platit ETD namátkové kontroly odbavených zavazadel, které se do té doby praktikovaly na letištích v Německu či v USA.
Od ledna 2019 dochází k přestavbě a modernizaci systému pro nakládání zavazadel za celkem 1,47 miliard korun. Práce by měly zefektivnit a zkapacitnit systém odbavení kufrů a dokončeny budou do roka.
Při vypuknutí pandemie covidu-19 v Česku firma nevyužila podpůrných programů státu na podporu udržení zaměstnanosti a oznámila, že propustí 450 zaměstnanců z přibližně 2 900 pracovníků.. V březnu 2020 zaznamenalo letiště propad odbavených cestujících o 64,7 %.

## Charakter letiště

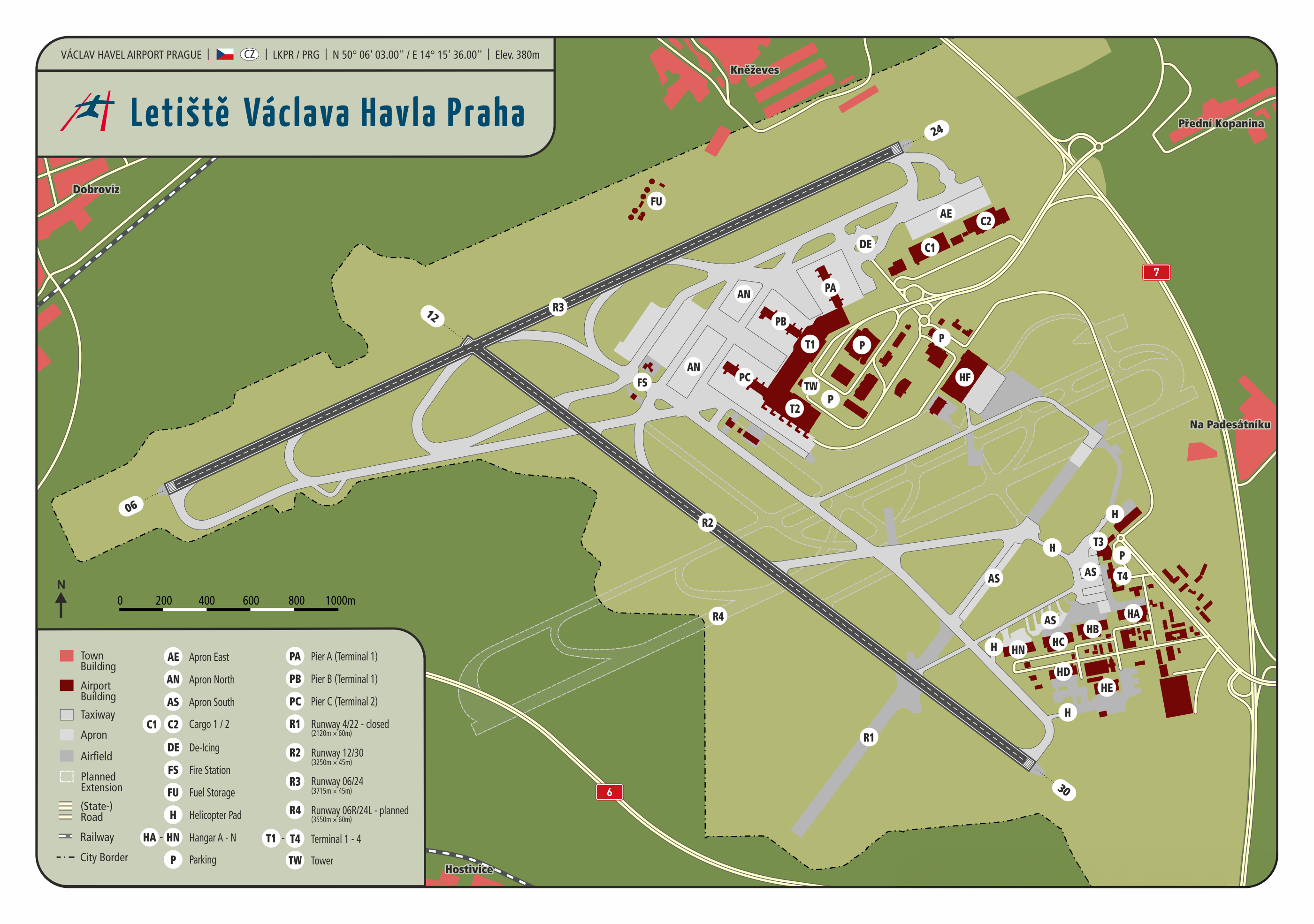
Plán letiště

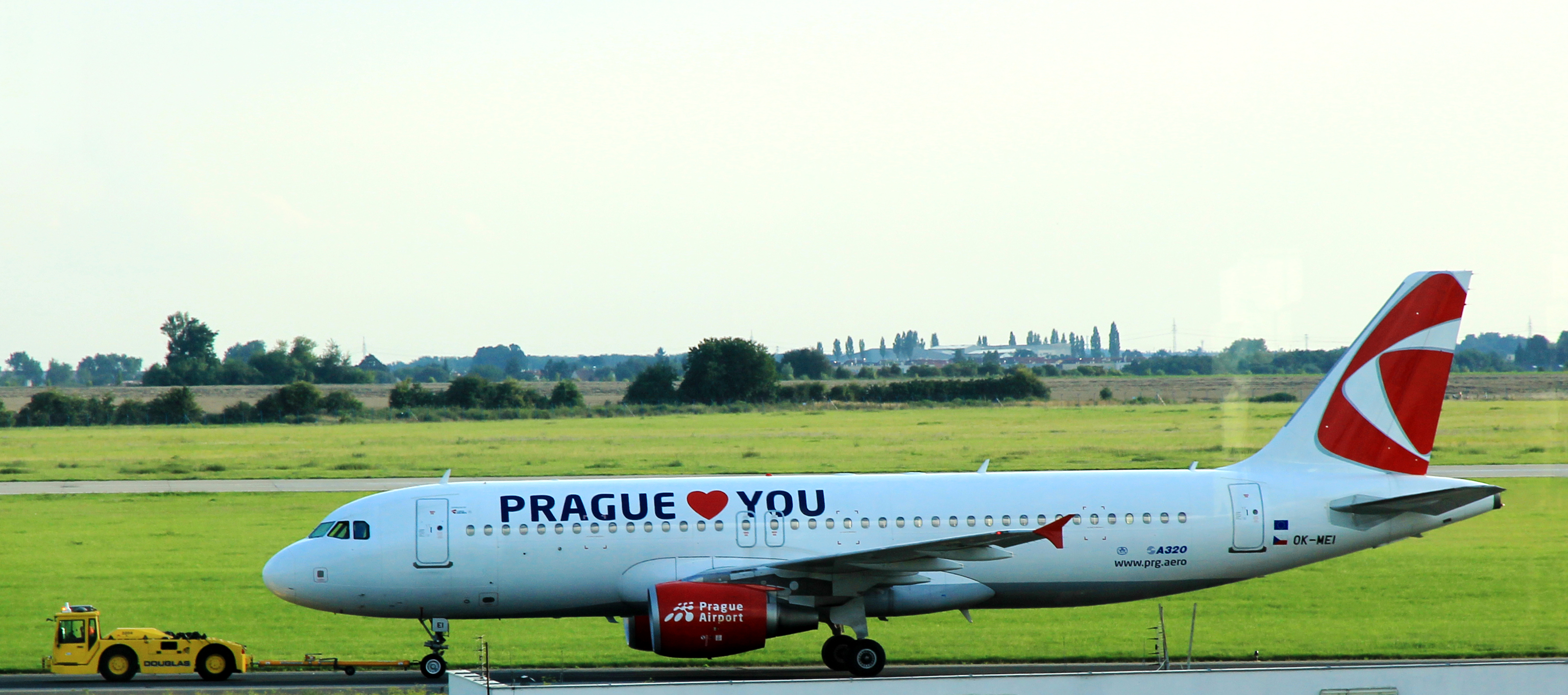
Airbus A320-200 Českých aeroliní s nátěrem Prague Loves You v roce 2014

### Letecký provoz
Letiště je plně vybaveno pro lety za viditelnosti (VFR) i podle přístrojů (IFR) a umožňuje nepřetržitý provoz ve dne i v noci. Je plně koordinováno v rámci EUROCONTROL v Bruselu z hlediska přidělovaných časů vzletů (tzv. slotů).
Dráhový systém sestává ze dvou vzletových a přistávacích drah (VPD): Hlavní VPD je 06/24 (směr 062/242°, tzn. severovýchod-jihozápad, délka 3715 m), v obou směrech vybavená systémem ILS, druhou VPD je 12/30 (směr 124/304°, tzn. severozápad-jihovýchod, délka 3250 m), ve směru 30 vybavená systémem ILS. Dráha 06/24 byla do dubna 1993 značena jako 07/25 a dráha 12/30 do května 2012 jako 13/31. V důsledku změny magnetické deklinace byla označení změněna. Letištěm vedou betonové a asfaltové pojezdové dráhy označené písmeny A–H, K–N, P, R, S, AA, FF a RR; jejich šířka je 22,5 m, kromě části dráhy P, která je široká 40 m. Na letišti jsou čtyři vyhrazená místa pro přistání vrtulníků (tzv. heliporty) označené H1–H4, umístěné na TWY G, P, S a RR.
Kolem letiště Praha-Ruzyně je vzdušný prostor koncová řízená oblast TMA Praha. Nad Ruzyní se v nízkém vzdušném prostoru kříží letové cesty M748, W32, L984 a v horním vzdušném prostoru letové cesty UN871 a UL984. Vedle jiných radionavigačních zařízení je na letišti radiomaják zařízení VOR/DME Praha (značka OKL), který vysílá na frekvenci 112,6 MHz a je umístěn poblíž středu dráhy 12/30.

### Terminály

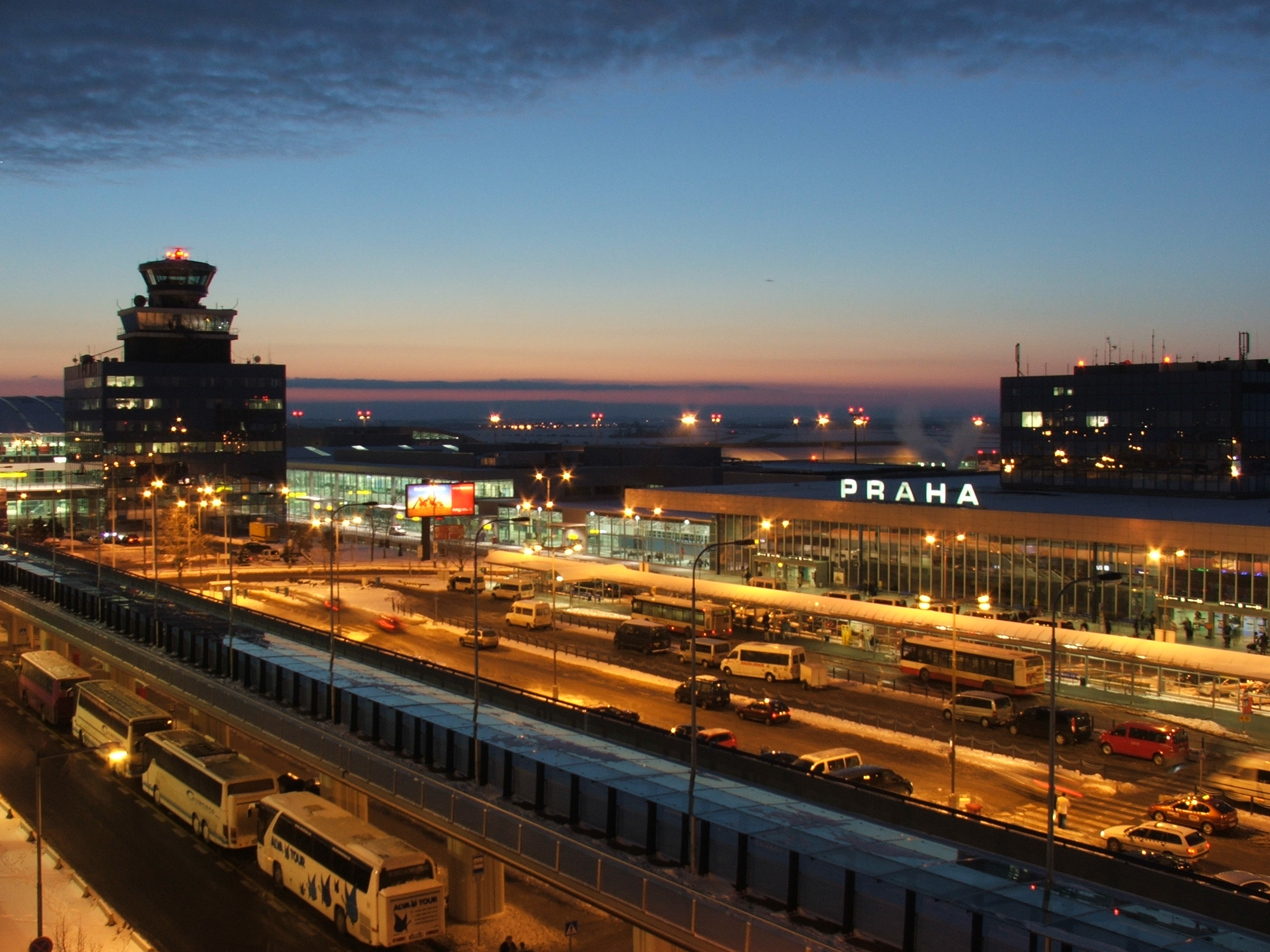
Terminál Sever – letiště za soumraku

Letiště obsahuje tři dvojice terminálů rozdělené podle typu dopravy na pravidelnou osobní dopravu (severní), nákladní dopravu (cargo) a individuální a speciální doprava (jižní).
Nové letiště je označováno jako Terminál Sever.
- Terminál T1 (dříve Sever 1), otevřený v roce 1968, slouží letům mimo Schengenský prostor.
- Terminál T2 (dříve Sever 2) se využívá pro lety v Schengenském prostoru. Dne 1. září 2005 byl oficiálně otevřen, 2. září 2005 částečně pro veřejnost zpřístupněn a v lednu 2006 plně zpřístupněn. Počet nástupních mostů se tím zvýšil ze 17 na 27 a kapacita letiště (co do počtu odbavených pasažérů) se zvětšila o 30 %. Investice do nového terminálu dosáhly výše 9 miliard Kč. Oblast severního terminálu obsluhují ulice Aviatická a Schengenská. Nová estakáda mezi terminály 1 a 2 ulehčuje automobilové dopravě. U jednotlivých terminálů se nacházejí expresní parkoviště P1 a P2, zastávky MHD a kyvadlové dopravy, stanoviště taxislužby, v blízkosti pak několik dalších parkovišť a parkovacích domů, hotel, obchodně-administrativní budovy atd.

U těchto terminálů je hlavní odbavovací plocha (Apron North), vybavená také 17 stáními s tunely pro přímý nástup do letadla. V sousedství je nákladní terminál s odbavovacími plochami Apron Cargo 1 a Apron Cargo 2.

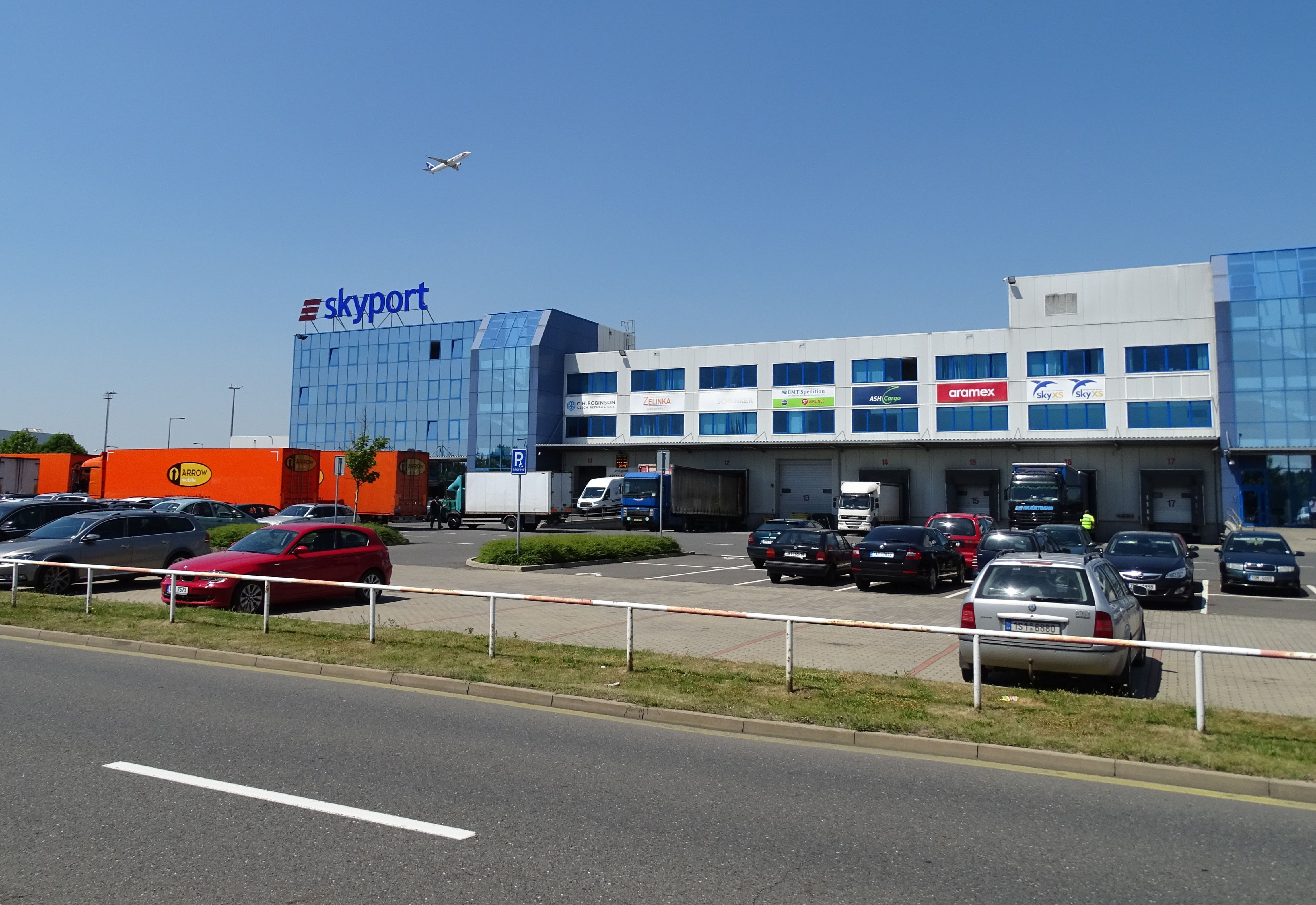
Skyport – terminál Cargo 1

Severovýchodně od severního terminálu, u ulice Laglerové, se nachází cargo zóna, kterou tvoří tři nákladní terminály:
- Menzies Aviation – Cargo 2[20]
- Skyport – Cargo 1[21]
- Enes Cargo[22]

Mezi nimi se nachází menší budova oddělení pohraniční veterinární kontroly Městské veterinární správy v Praze. Na západním okraji cargo zóny se nacházelo gastrocentrum Gastro-Hroch, která poskytovala letecký i pozemní catering řadě významných společností. Ovšem tato společnost před lety[kdy?] zkrachovala. Od října 2018 je budova přestavěna na třetí cargo terminál, který provozuje společnost Enes Cargo.[zdroj?]
Budova starého letiště je označena jako Terminál Jih
- Terminál T3 General Aviation (dříve Jih 2) obsluhuje soukromé lety (aerotaxi), business jety a charterové lety
- Terminál T4 Military (staré letiště, dříve Jih 1)[23] slouží pouze pro státně důležité lety, především pro přílety a odlety politiků a diplomatů. Terminál je ve správě ministerstva obrany.

## Aerolinie a destinace
V letním letovém řádu 2018 létalo z Letiště Václava Havla 67 dopravců do 157 destinací v Evropě, Severní Americe a Asii.
V zimním letovém řádu 2017/2018 létalo z Letiště Václava Havla 61 dopravců do 122 destinací v Evropě a Asii. Největší expanzi zde na zimu provedl Ryanair, otevřel celkem osm linek, společnost China Eastern spustila novou dálkovou linku do Si-anu.
Po dobu platnosti letního letového řádu 2017 působilo na Letišti Václava Havla Praha celkem 67 dopravců. Cestujícím byla k dispozici pravidelná spojení do 155 v Evropě, Asii a Severní Americe. Nabídka byla rozšířena o 10 destinací (Aarhus, Almería, Jerevan, Londýn–Southend, Malmö, Menorca, Reykjavík, Stavanger, Trapani a Verona). Zároveň přibyli dva noví dopravci Flybe, Georgian Airways a Blue Air. Jedenáct aerolinií zajišťovalo dálkové linky, do Severní Ameriky a Asie.
Po dobu platnosti zimního letového řádu 2016/2017 působilo na Letišti Václava Havla Praha celkem 58 leteckých společností (v sezónně 15/16 to bylo 54). Cestujícím byla k dispozici pravidelná spojení do 105 destinací ve 39 zemích světa (v sezóně 15/16 bylo 97 v 38 zemích).

### Pravidelní dopravci
Dopravci létající pravidelně na pražské Letiště Václava Havla (aktualizováno 16. srpna 2025):
O konkrétních linkách se lze více dozvědět na stránkách jednotlivých společností (pouze některých).
| Letecká společnost    | Destinace               | Destinace | Terminál |
| --------------------- | ----------------------- | --- | -------- |
| Aegean Airlines       | Řecko                   | Athény | 2        |
| Aer Lingus            | Irsko                   | Dublin | 1        |
| airBaltic             | Lotyšsko                | Riga | 2        |
| Air Cairo             | Egypt                   | Hurghada | 1        |
| Air Canada            | Kanada                  | Sezónně: Toronto (od 6. června 2025) | 1        |
| Air France            | Francie                 | Paříž-Charlese de Gaulla | 2        |
| Air Montenegro        | Černá Hora              | Sezónně: Tivat | 1        |
| Air Serbia            | Srbsko                  | Bělehrad | 1        |
| American Airlines     | USA                     | Sezónně: Filadelfie (od 21. května 2026) | 2        |
| Arkia                 | Izrael                  | Sezónně: Tel Aviv | 1        |
| Asiana                | Jižní Korea             | Soul–Inčchon | 1        |
| Austrian Airlines     | Rakousko                | Vídeň | 2        |
| Azerbaijan Airlines   | Ázerbájdžán             | Baku | 1        |
| Blue Bird Airways     | Izrael                  | Tel Aviv | 1        |
| British Airways       | Spojené království      | Londýn-Heathrow \| sezónně: Londýn-City | 1        |
| Brussels Airlines     | Belgie                  | Brusel | 2        |
| Bulgaria Air          | Bulharsko               | Sofie \| sezónně: Varna | 2        |
| China Airlines        | Tchaj-wan               | Tchaj-pej | 1        |
| Croatia Airlines      | Chorvatsko              | Sezónně: Dubrovník · Split | 2        |
| Cyprus Airways        | Kypr                    | Sezónně: Larnaka | 1        |
| České aerolinie       | Francie                 | Paříž-Charlese de Gaulle | 2        |
| České aerolinie       | Španělsko               | Madrid | 2        |
| Delta Air Lines       | USA                     | Sezónně: New York-JFK | 1        |
| easyJet               | Itálie                  | Milán-Malpensa | 2        |
| easyJet               | Francie                 | Nice \| sezónně: Lyon | 2        |
| easyJet               | Nizozemsko              | Amsterdam | 2        |
| easyJet               | Portugalsko             | Lisabon · Porto | 2        |
| easyJet               | Spojené království      | Bristol · Londýn-Gatwick · Londýn-Luton · Manchester \| sezónně: Edinburgh | 1        |
| easyJet               | Španělsko               | Sezónně: Alicante · Palma de Mallorca | 2        |
| easyJet               | Švýcarsko               | Basilej · Ženeva | 2        |
| EgyptAir              | Egypt                   | Káhira | 1        |
| El Al                 | Izrael                  | Tel Aviv | 1        |
| Emirates              | Spojené arabské emiráty | Dubaj | 1        |
| Eurowings             | Dánsko                  | Kodaň | 2        |
| Eurowings             | Estonsko                | Sezónně: Tallinn | 2        |
| Eurowings             | Francie                 | Sezónně: Nice | 2        |
| Eurowings             | Itálie                  | Řím-Fiumicino | 2        |
| Eurowings             | Maroko                  | Sezónně: Agádír | 1        |
| Eurowings             | Německo                 | Düsseldorf \| sezónně: Kolín/Bonn | 2        |
| Eurowings             | Portugalsko             | Sezónně: Madeira | 2        |
| Eurowings             | Řecko                   | Sezónně: Athény · Heráklion · Korfu · Rhodos | 2        |
| Eurowings             | Slovensko               | Bratislava | 2        |
| Eurowings             | Spojené království      | Sezónně: Birmingham | 1        |
| Eurowings             | Španělsko               | Barcelona · Málaga \| sezónně: Alicante · Palma de Mallorca · Valencie | 2        |
| Eurowings             | Švédsko                 | Stockholm | 2        |
| Eurowings             | Švýcarsko               | Ženeva | 2        |
| Etihad                | Spojené arabské emiráty | Abé Zabí (od 2. června 2025) | 1        |
| Finnair               | Finsko                  | Helsinky | 2        |
| flydubai              | Spojené arabské emiráty | Dubaj | 1        |
| Flynas                | Saúdská Arábie          | Sezónně: Rijád | 1        |
| FlyOne                | Moldavsko               | Sezónně: Kišiněv | 1        |
| Georgian Wings        | Gruzie                  | Tbilisi | 1        |
| Hainan Airlines       | Čína                    | Peking | 1        |
| Iberia                | Španělsko               | Madrid | 2        |
| Icelandair            | Island                  | Reykjavík | 2        |
| Israir Airlines       | Izrael                  | Tel Aviv | 1        |
| Jazeera Airways       | Kuvajt                  | Sezónně: Kuvajt | 1        |
| Jet2.com              | Spojené království      | Birmingham · Leeds · Manchester \| sezónně: Belfast · Bristol · Edinburgh · East Midlands · Glasgow · Liverpool · Newcastle                                                                 | 1        |
| KLM                   | Nizozemsko              | Amsterdam | 2        |
| KM Malta Airlines     | Malta                   | Malta | 2        |
| Korean Air            | Jižní Korea             | Soul–Inčchon | 1        |
| LOT                   | Polsko                  | Varšava | 2        |
| LOT                   | Dominikánská republika  | Charter: Punta Cana | 1        |
| LOT                   | Keňa                    | Charter: Mombasa | 1        |
| LOT                   | Srí Lanka               | Charter: Colombo | 1        |
| LOT                   | Tanzanie                | Charter: Zanzibar | 1        |
| LOT                   | Thajsko                 | Charter: Krabi | 1        |
| Lufthansa             | Německo                 | Frankfurt · Mnichov | 2        |
| Luxair                | Lucembursko             | Lucemburk | 2        |
| Eznis Airways         | Mongolsko               | Ulánbátar | 1        |
| Norwegian             | Dánsko                  | Kodaň | 2        |
| Norwegian             | Norsko                  | Oslo | 2        |
| Norwegian             | Švédsko                 | Stockholm | 2        |
| Pegasus Airlines      | Turecko                 | Istanbul-Sabiha Gökçen \| sezónně: Antalya | 1        |
| PLAY                  | Island                  | Sezónně: Reykjavík | 2        |
| Qanot Sharq Airlines  | Uzbekistán              | Sezónně: Taškent | 1        |
| Qatar Airways         | Katar                   | Dauhá | 1        |
| Ryanair               | Albánie                 | Tirana | 1        |
| Ryanair               | Belgie                  | Brusel-Charleroi | 2        |
| Ryanair               | Dánsko                  | Kodaň | 2        |
| Ryanair               | Jordánsko               | Ammán | 1        |
| Ryanair               | Francie                 | Beauvais-Tillé · Bordeaux · Marseille | 2        |
| Ryanair               | Chorvatsko              | Zadar | 2        |
| Ryanair               | Itálie                  | Bari · Bergamo · Bologna · Katánie · Neapol · Pisa · Řím-Fiumicino · Treviso \| sezónně: Pescara · Rimini · Turín                                                                           | 2        |
| Ryanair               | Irsko                   | Dublin | 1        |
| Ryanair               | Lotyšsko                | Riga | 2        |
| Ryanair               | Maďarsko                | Budapešť | 2        |
| Ryanair               | Polsko                  | Gdaňsk · Krakov \| sezónně: Poznaň | 2        |
| Ryanair               | Řecko                   | Sezónně: Korfu · Rhodos · Skiathos | 2        |
| Ryanair               | Slovensko               | Košice | 2        |
| Ryanair               | Spojené království      | Edinburgh · Londýn-Stansted · Manchester \| sezónně: Bristol | 1        |
| Ryanair               | Španělsko               | Barcelona · Madrid · Málaga · Palma de Mallorca · Sevilla | 2        |
| Ryanair               | Švédsko                 | Sezónně: Göteborg | 2        |
| Scandinavian Airlines | Dánsko                  | Kodaň | 2        |
| Scandinavian Airlines | Norsko                  | Oslo | 2        |
| Scandinavian Airlines | Švédsko                 | Stockholm | 2        |
| SCAT Airlines         | Kazachstán              | Sezónně: Astana | 1        |
| Smartwings            | Albánie                 | Sezónně: Tirana | 1        |
| Smartwings            | Bahrajn                 | Charter: Bahrajn | 1        |
| Smartwings            | Bulharsko               | Sezónně: Burgas · Varna | 2        |
| Smartwings            | Egypt                   | Hurghada · Marsa Alam \| chartery: El Alamein · Mersa Matrúh · Šarm aš-Šajch · Taba | 1        |
| Smartwings            | Francie                 | Sezónně: Nice | 2        |
| Smartwings            | Chorvatsko              | Sezónně: Split | 2        |
| Smartwings            | Itálie                  | Sezónně: Brindisi · Cagliari · Katánie · Lamezia Terme · Olbia \| charter: Palermo | 2        |
| Smartwings            | Izrael                  | Tel Aviv | 1        |
| Smartwings            | Jordánsko               | Charter: Akaba | 1        |
| Smartwings            | Kapverdy                | Chartery: Boa Vista · Sal | 1        |
| Smartwings            | Keňa                    | Charter: Mombasa | 1        |
| Smartwings            | Kypr                    | Sezónně: Larnaka | 1        |
| Smartwings            | Maroko                  | Chartery: Agádir · Nador | 1        |
| Smartwings            | Omán                    | Chartery: Maskat · Salála | 1        |
| Smartwings            | Portugalsko             | Madeira \| sezónně: Ponta Delgada | 2        |
| Smartwings            | Řecko                   | Sezónně: Athény · Heráklion · Chania · Karpathos · Kefalonia · Kos · Korfu · Preveza · Rhodos · Samos · Soluň · Thira · Zakynthos \| chartery: Kavala · Mytiléna · Patras                   | 2        |
| Smartwings            | Senegal                 | Charter: Dakar | 1        |
| Smartwings            | Spojené arabské emiráty | Sezónně: Dubaj · Dubaj-Ál Maktúm \| chartery: Abú Zabí · Rás al-Chajmá | 1        |
| Smartwings            | Španělsko               | Fuerteventura · Gran Canaria · Lanzarote · Málaga · Palma de Mallorca · Tenerife-jih · Valencie \| sezónně: Almería · Menorca · Santa Cruz de La Palma \| chartery: Girona · Ibiza · Murcia | 2        |
| Smartwings            | Tunisko                 | Chartery: Džerba · Enfidha · Monastir | 1        |
| Smartwings            | Turecko                 | Antalya \| sezónně: Izmir \| chartery: Bodrum · Dalaman · Kayseri | 1        |
| SunExpress            | Turecko                 | Antalya · Izmir | 1        |
| Swiss                 | Švýcarsko               | Curych | 2        |
| TAP Portugal          | Portugalsko             | Lisabon | 2        |
| TAROM                 | Rumunsko                | Bukurešť | 2        |
| Transavia             | Nizozemsko              | Eindhoven | 2        |
| Transavia France      | Francie                 | Paříž-Orly | 2        |
| Turkish Airlines      | Turecko                 | Istanbul | 1        |
| Universal Air         | Itálie                  | Sezónně: Cagliari |          |
| Universal Air         | Malta                   | Sezónně: Malta |          |
| Volotea               | Itálie                  | Florencie · Verona | 2        |
| Volotea               | Francie                 | Nantes Sezónně: Lyon | 2        |
| Vueling               | Francie                 | Paříž-Orly | 2        |
| Vueling               | Španělsko               | Barcelona · Bilbao | 2        |
| Wizz Air              | Albánie                 | Tirana | 1        |
| Wizz Air              | Gruzie                  | Kutaisi | 1        |
| Wizz Air              | Itálie                  | Benátky · Katánie · Milán-Malpensa · Neapol · Řím–Fiumicino | 2        |
| Wizz Air              | Kypr                    | Larnaka | 1        |
| Wizz Air              | Spojené království      | Londýn-Gatwick · Londýn-Luton | 1        |
| World2Fly             | Dominikánská republika  | Charter: Punta Cana | 1        |
| World2Fly             | Kuba                    | Charter: Holguín · Santa Clara | 1        |
| World2Fly             | Mexiko                  | Charter: Puerto Vallarta | 1        |
| World2Fly             | Vietnam                 | Charter: Phu Quoc | 1        |

### Nákladní dopravci
Následující nákladní letecké společnosti létají pravidelně do Prahy.
| Letecká společnost          | Původ       | Destinace                                | Poznámky                           | Poznámky | Poznámky                                                                                              | Terminál |
| Letecká společnost          | Původ       | Destinace                                | Letadlo                            | Zahájení | | Terminál |
| --------------------------- | ----------- | ---------------------------------------- | ---------------------------------- | -------- | --- | -------- |
| Air Cargo Global            | Slovensko   | Turkmenbaš, Hong Kong                    | Boeing 747-400F                    | 2017     | Přerušeno                                                                                             | Cargo 1  |
| FedEx Express (FedEx)       | Irsko       | Paříž–Charlese de Gaulla                 | ATR 72-200F                        | ?        | Do roku 2005 na lince sloužil Antonov An-26.                                                          | Cargo 1  |
| UPS Airlines (UPS)          | Švýcarsko   | Kolín/Bonn, Budapešť                     | Boeing 757-200F                    | 2006     | Na lince létal nejprve Fokker 27, dále ATR 72, v roce 2016 byl nasazen Boeing 757-200.                | Cargo 2  |
| Silk Way Airlines           | Ázerbájdžán | Letiště Hongkong, Baku                   | Boeing 747-8                       | 2016     | Přerušeno                                                                                             | Cargo 1  |
| Genex                       | Bělorusko   | Minsk                                    | Antonov An-26                      | ?        | Přerušeno                                                                                             | Cargo 2  |
| ASL Airlines                | Belgie      | Lutych, Paříž–Charlese de Gaulla, Gdaňsk | Boeing 737-400F, Boeing 737-800BCF | ?        | V minulosti na lince létal stroj Bae 146-300.                                                         | Cargo 1  |
| Turkish Airlines Cargo      | Turecko     | Instanbul, Riga                          | Airbus A330-200F                   | 2017     | Při zahájení 1. července 2017 dvě frekvence týdně.                                                    | Cargo 1  |
| Qatar Airways Cargo         | Katar       | Dauhá, Budapešť                          | Boeing 777F nebo Boeing 747F       | 2016     | Linka je operována třikrát týdně. Od jara 2019 létá Boeing 777F. Od roku 2023 operována Boeingem 747. | Cargo 1  |
| Ukraine International Cargo | Ukrajina    | Kyjev, Lutych                            | Boeing 737-300F                    | 2015     | Přerušeno                                                                                             | Cargo 1  |

### Bývalí dopravci
Od roku 1937 se na tomto letišti vystřídala řada leteckých společností i destinací po celém světě.

## Statistiky

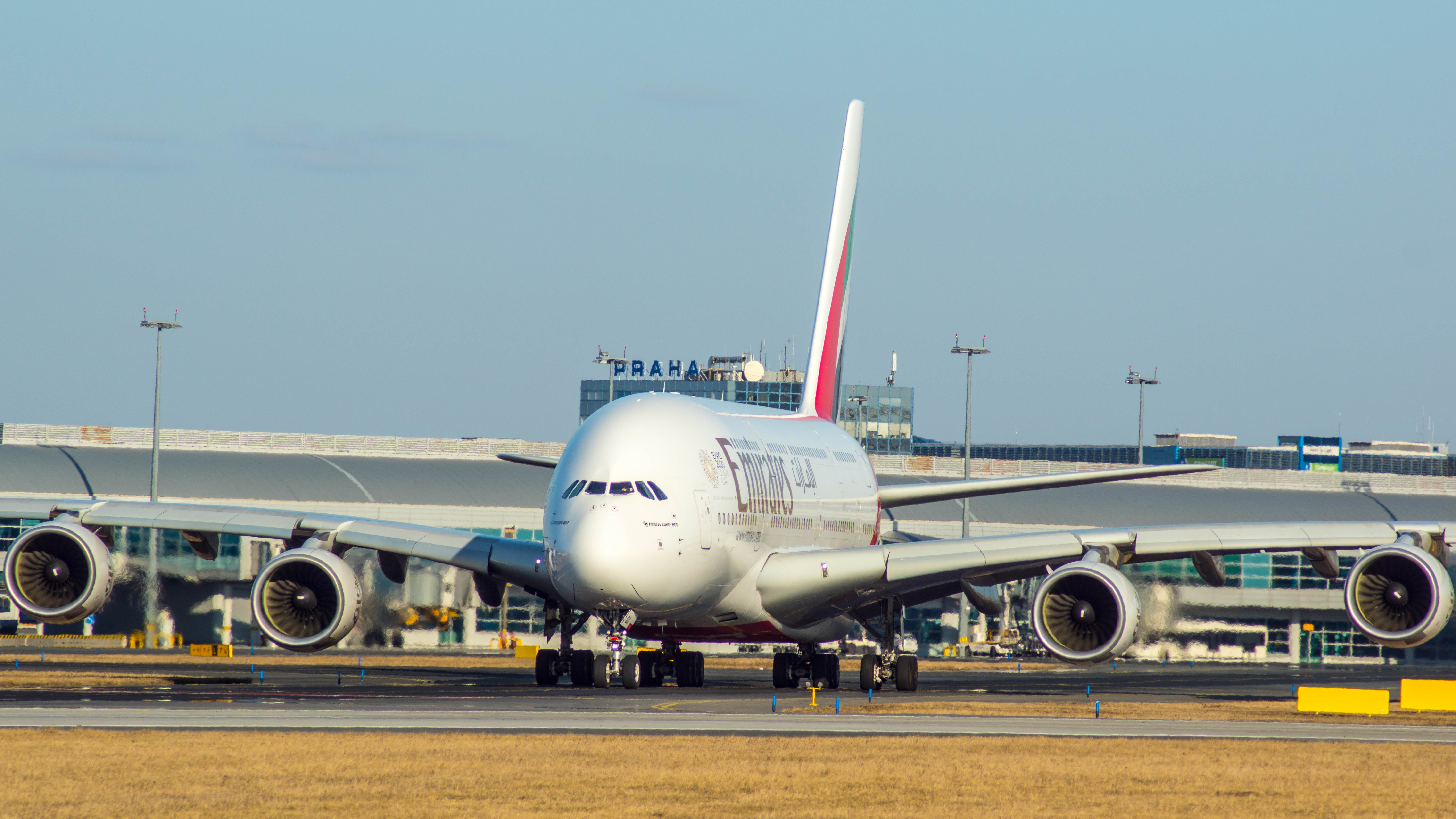
Největší osobní letoun Airbus A380 společnosti Emirates, který na pravidelné lince do Dubaje létal mezi lety 2016 až 2020. Samotná linka byla zahájena v roce 2010 a
byla obnovena v roce 2025
(foto 2018)

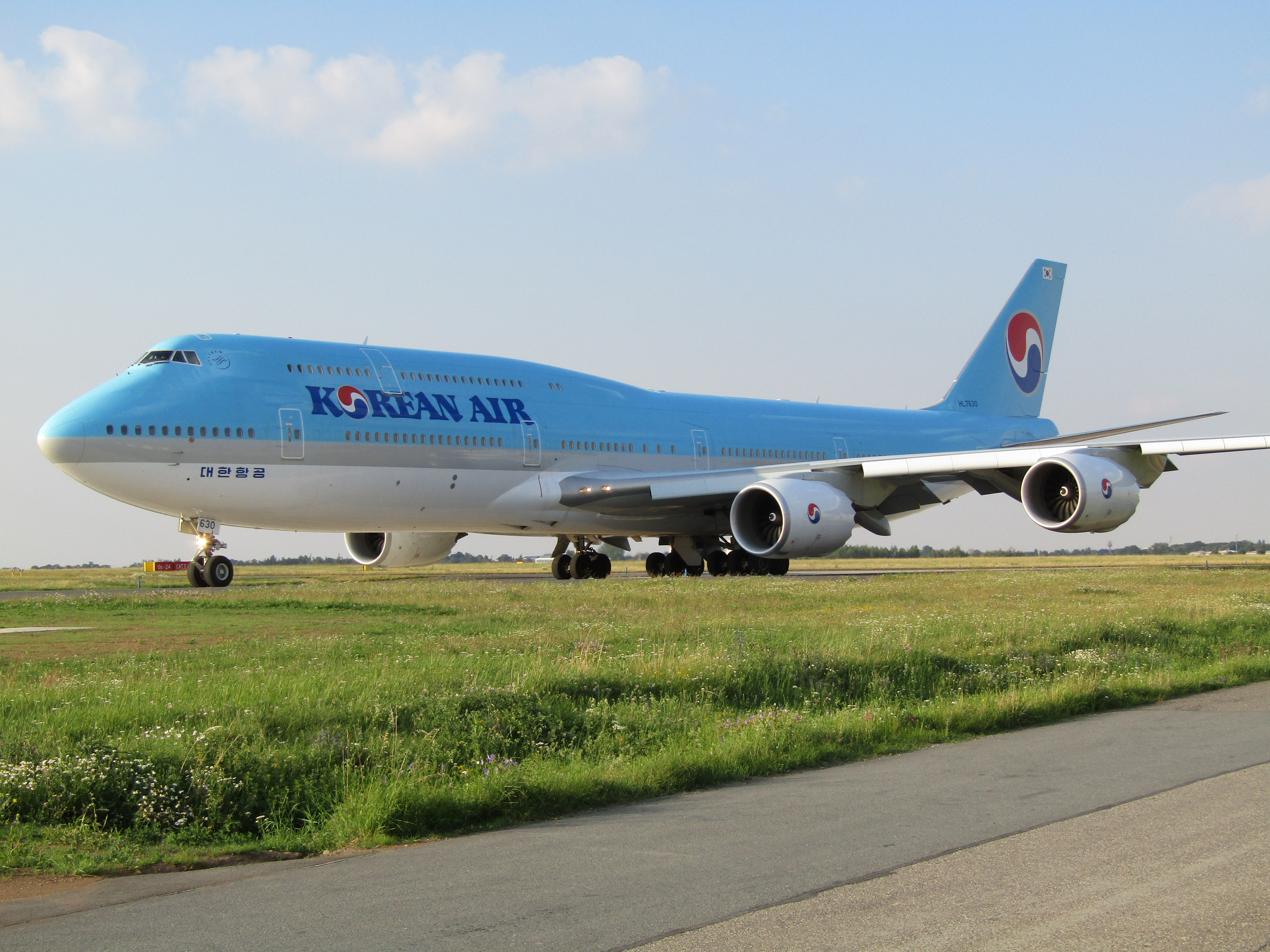
Boeing 747-8 společnosti Korean Air, která zahájila pravidelné letecké spojení do Prahy v roce 2004

### Počet přepravených cestujících
V roce 2018 se jednalo o 36. nejrušnější letiště v Evropě podle počtu přepravených pasažérů, zároveň se jedná o nejrušnější letiště v České republice. Podobný počet pasažérů odbavila letiště v Ženevě nebo v Hamburku.
Nejvíce cestujících letiště odbavuje v červenci a srpnu.
| Rok  | Přepravení cestující | Cestující změna | Náklad (tuny) | Náklad změna |
| ---- | -------------------- | --------------- | ------------- | ------------ |
| 1991 | 1 527 000            |                 |               |              |
| 1992 | 1 883 000            |                 |               |              |
| 1993 | 2 325 033            |                 |               |              |
| 1994 | 2 742 102            |                 |               |              |
| 1995 | 3 211 460            |                 |               |              |
| 1996 | 3 798 859            |                 |               |              |
| 1997 | 4 359 962            |                 |               |              |
| 1998 | 4 629 013            |                 |               |              |
| 1999 | 4 822 763            | ?               | ?             | ?            |
| 2000 | 5 553 532            | ▲14,91 %        | ?             | ?            |
| 2001 | 6 098 742            | ▲ 9,89 %        | 29 571        | ?            |
| 2002 | 6 314 653            | ▲ 3,54 %        | 34 829        | ▲ 17,78 %    |
| 2003 | 7 463 120            | ▲ 18,19 %       | 41 440        | ▲ 18,98 %    |
| 2004 | 9 696 413            | ▲ 29,92 %       | 46 885        | ▲ 13,14 %    |
| 2005 | 10 777 020           | ▲ 11,14 %       | 46 002        | ▼ -1,88 %    |
| 2006 | 11 581 511           | ▲ 7,46 %        | 54 972        | ▲ 19,5 %     |
| 2007 | 12 436 254           | ▲ 7,38 %        | 55 179        | ▲ 0,38 %     |
| 2008 | 12 630 557           | ▲ 5,6 %         | 47 870        | ▼ -13,25 %   |
| 2009 | 11 643 366           | ▼ -7,82 %       | 42 476        | ▼ -11, %     |
| 2010 | 11 556 858           | ▼ -0,74 %       | 58 275        | ▲ 37,19 %    |
| 2011 | 11 788 629           | ▲ 2,01 %        | 62 688        | ▲ 7,57 %     |
| 2012 | 10 807 890           | ▼ -8,32 %       | 52 977        | ▼ -15,49 %   |
| 2013 | 10 974 196           | ▲ 1,54 %        | 51 902        | ▼ -2,03 %    |
| 2014 | 11 149 926           | ▲ 1,60 %        | 50 897        | ▼ -1,93 %    |
| 2015 | 12 030 928           | ▲ 7,90 %        | 50 595        | ▼ -0,59 %    |
| 2016 | 13 074 517           | ▲ 8,67 %        | 71 091        | ▲ 40,51 %    |
| 2017 | 15 415 001           | ▲ 17,9 %        | 81 880        | ▲ 15,18 %    |
| 2018 | 16 797 006           | ▲ 9 %           | 80 915        | ▼ -1,18 %    |
| 2019 | 17 804 900           | ▲ 6 %           | 81 768        | ▲ 1,05 %     |
| 2020 | 3 665 871            | ▼-79 %          | 54 163        | ▼ -33,76 %   |
| 2021 | 4 388 826            | ▲ 19,7 %        | 61 194        | ▲ 12,98%     |
| 2022 | 10 734 880           | ▲ 59,12 %       | 47 774        | ▼ -21,93 %   |
| 2023 | 13 828 137           | ▲ 28,82 %       | 43 856        | ▼ -8,93 %    |
| 2024 | 16 353 522           | ▲ 18 %          | 65 306        | ▲ 48,91%     |

### Nejvytíženější linky

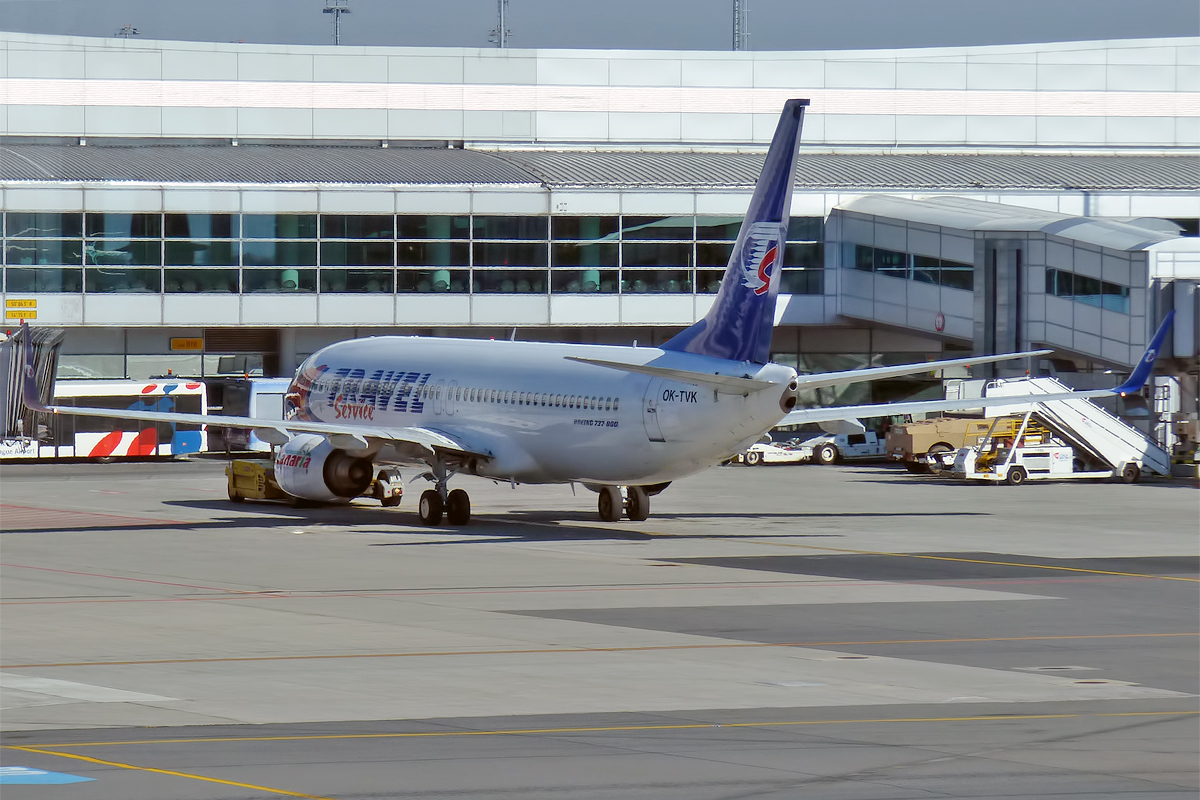
Boeing 737-800 české společnosti Travel Service, která má na letišti Václava Havla hlavní základnu

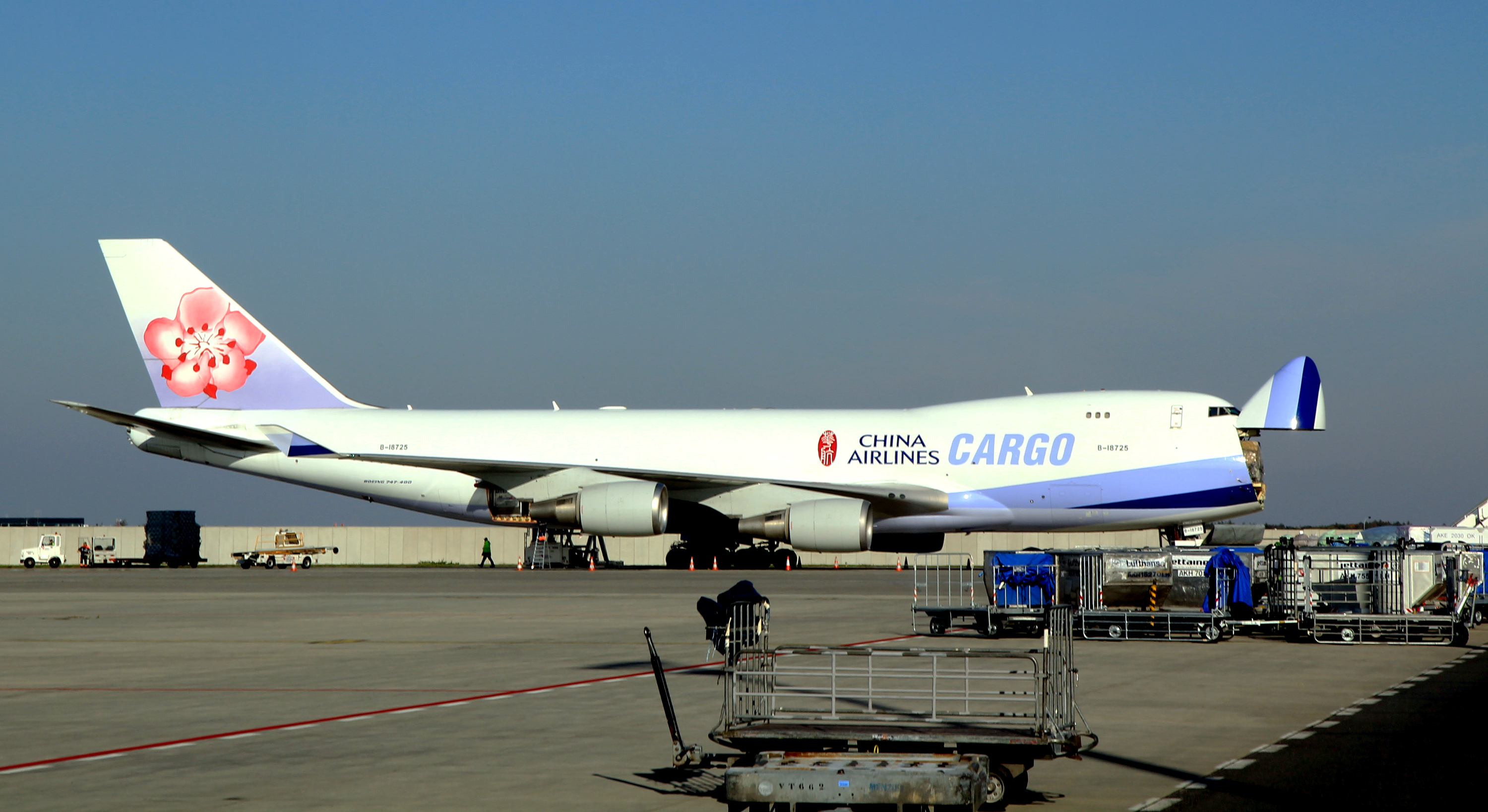
Nákladní Boeing 747-400F společnosti China Airlines, který sem pravidelně létá od roku 2004

#### Letiště
Letiště s největším počtem pasažérů z Letiště Václava Havla v Praze, srovnání mezi roky 2017, 18 a 19.

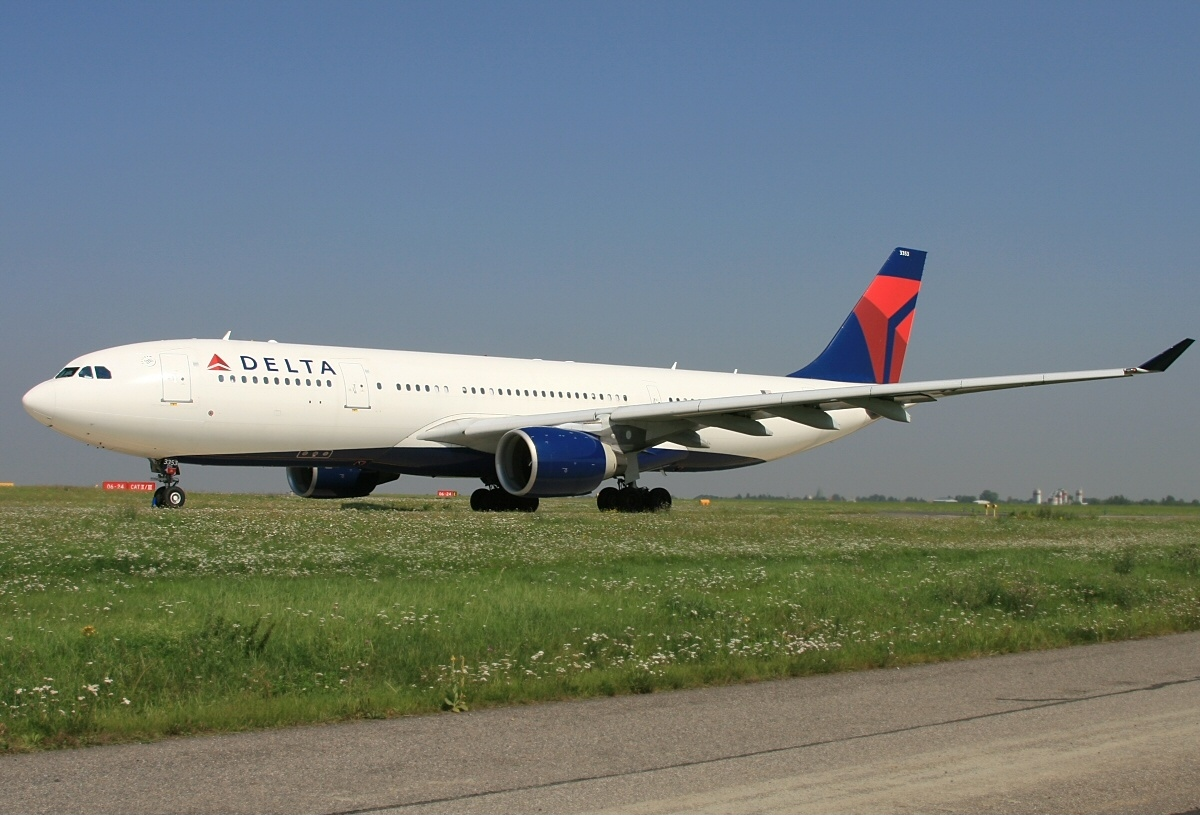
Airbus A330-200 letecké společnosti Delta Air Lines, která do Prahy vypravuje denní sezónní linku z New Yorku–JFK

| Roky   | 2017                     | 2017        | 2017         | 2018                     | 2018      | 2018         | 2019                     | 2019      | 2019         |
| Pořadí | Letiště                  | Cestujících | Změna pořadí | Letiště                  | Cestující | Změna pořadí | Letiště                  | Cestující | Změna pořadí |
| ------ | ------------------------ | ----------- | ------------ | ------------------------ | --------- | ------------ | ------------------------ | --------- | ------------ |
| 1      | Moskva–Šeremeťjevo       | 748 955     | +1           | Moskva–Šeremeťjevo       | 755 935   | 0            | Amsterdam–Schiphol       | 759,011   | +2           |
| 2      | Paříž–Charlese de Gaulla | 744 312     | -1           | Paříž–Charlese de Gaulla | 712 414   | 0            | Paříž–Charlese de Gaulla | 740,439   | 0            |
| 3      | Amsterdam–Schiphol       | 658 694     | 0            | Amsterdam–Schiphol       | 690 857   | 0            | Moskva–Šeremeťjevo       | 696,232   | -2           |
| 4      | Frankfurt nad Mohanem    | 521 008     | 0            | Frankfurt nad Mohanem    | 524 302   | 0            | Frankfurt nad Mohanem    | 527,836   | 0            |
| 5      | Dubaj                    | 469 495     | +1           | Dubaj                    | 506 462   | 0            | Dubaj                    | 469,029   | 0            |
| 6      | Londýn–Heathrow          | 440 370     | -1           | Londýn–Heathrow          | 443 741   | 0            | Londýn–Heathrow          | 447,149   | 0            |
| 7      | Tel Aviv–Ben Gurionovo   | 437 456     | 0            | Barcelona–El Prat        | 432 521   | +4           | Barcelona–El Prat        | 440,222   | 0            |
| 8      | Londýn–Stansted          | 330 142     | 0            | Londýn–Stansted          | 408 188   | 0            | Londýn–Stansted          | 435,969   | 0            |
| 9      | Brusel                   | 327 557     | +1           | Tel Aviv–Ben Gurionovo   | 388 847   | -2           | Tel Aviv–Ben Gurionovo   | 381,488   | 0            |
| 10     | Londýn–Gatwick           | 326 412     | -1           | Brusel                   | 329 181   | -1           | Kodaň                    | 346,447   |              |
| 11     | Barcelona–El Prat        | 320 896     | +3           | Helsinki–Vantaa          | 320 440   | +1           | Brusel                   | 334,140   | -1           |
| 12     | Helsinki–Vantaa          | 318 366     | -2           | Madrid                   | 314 504   |              | Milán–Malpensa           | 321,229   | +2           |
| 13     | Milán–Malpensa           | 295 687     | -2           | Curych                   | 304 880   |              | Madrid                   | 316,856   | -1           |
| 14     | Řím–Fiumicino            | 272 460     | -2           | Milán–Malpensa           | 304 417   | -1           | Helsinki–Vantaa          | 311,596   | -3           |
| 15     | Istanbul–Atatürkovo      | 271 546     | 0            | Istanbul–Atatürkovo      | 291 604   | 0            | Antalya                  | 298,212   |              |

#### Státy
Státy s největším počtem cestujících z Letiště Václava Havla v Praze, v letech 2011, 2016, 2019, 2022 a 2024:
| Roky   | 2011               | 2011      | 2016               | 2016      | 2019               | 2019      | 2022               | 2022      | 2024               | 2024      |
| Pořadí | Země               | Cestující | Země               | Cestující | Země               | Cestující | Země               | Cestující | Země               | Cestující |
| ------ | ------------------ | --------- | ------------------ | --------- | ------------------ | --------- | ------------------ | --------- | ------------------ | --------- |
| 1      | Německo            | 1 162 114 | Spojené království | 1 710 746 | Spojené království | 2 169 780 | Spojené království | 1 168 564 | Spojené království | 2 112 350 |
| 2      | Spojené království | 1 138 899 | Německo            | 1 158 984 | Itálie             | 1 466 156 | Itálie             | 1 104 839 | Itálie             | 1 899 538 |
| 3      | Francie            | 1 017 899 | Itálie             | 1 044 801 | Rusko              | 1 257 949 | Španělsko          | 930 346   | Španělsko          | 1 621 385 |
| 4      | Itálie             | 872 933   | Rusko              | 963 198   | Španělsko          | 1 228 850 | Francie            | 680 513   | Francie            | 981 366   |
| 5      | Rusko              | 856 849   | Francie            | 958 511   | Francie            | 1 170 847 | Německo            | 627 627   | Turecko            | 955 763   |

### Porovnání roků

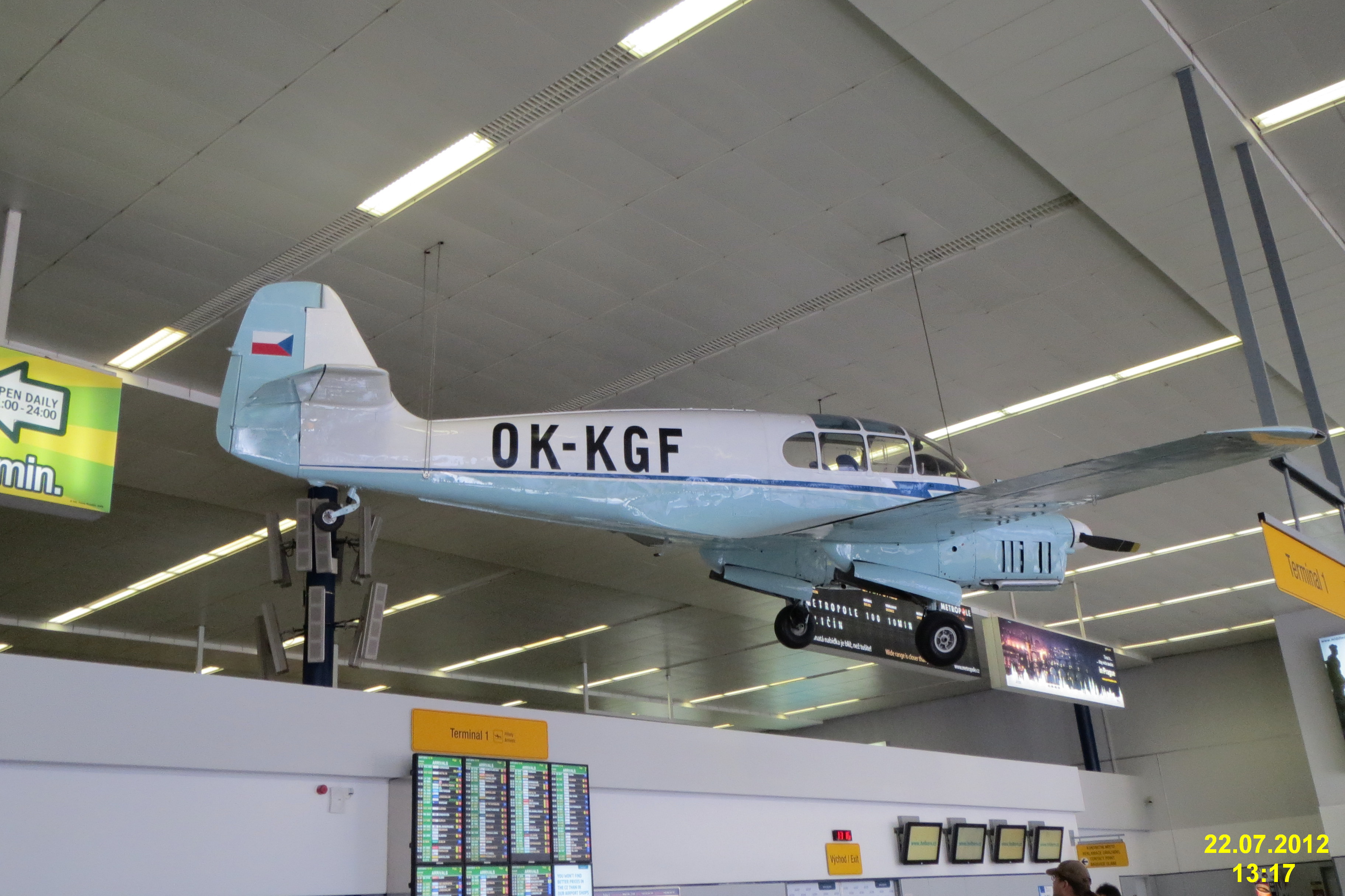
Zachovalé Aero Ae-45 v Terminálu 1

Porovnání počtu destinací a dopravců na Letišti Václava Havla v letní sezóně:
| Rok  | Počet destinací celkem | Počet nových destinací | Počet dopravců celkem | Počet nových dopravců | Počet zemí |
| ---- | ---------------------- | ---------------------- | --------------------- | --------------------- | ---------- |
| 2013 | 111                    | ?                      | 51                    | ?                     | ?          |
| 2014 | 119                    | 15                     | 57                    | 8                     | ?          |
| 2015 | 138                    | 29                     | ?                     | 6                     | 45         |
| 2016 | 146                    | 16                     | 62                    | 7                     | 47         |
| 2017 | 163                    | 16                     | 69                    | ?                     | 51         |
| 2018 | 171                    | 7                      | 69                    | 3                     | 51         |
| 2024 | 181                    |                        | 76                    |                       |            |

## Plánované stavby

### Paralelní dráha

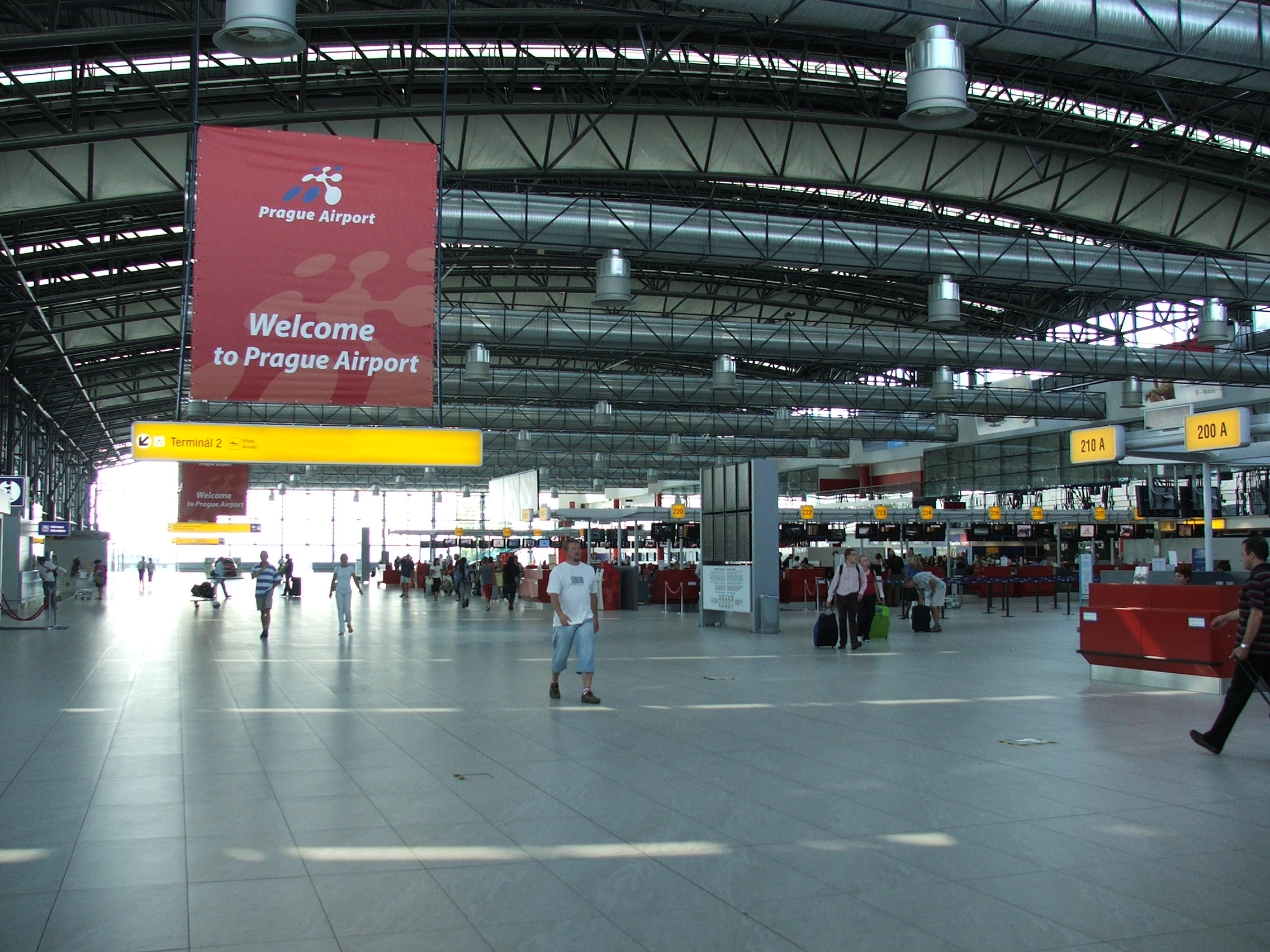
Odletová hala Terminálu 2 otevřená v roce 2006

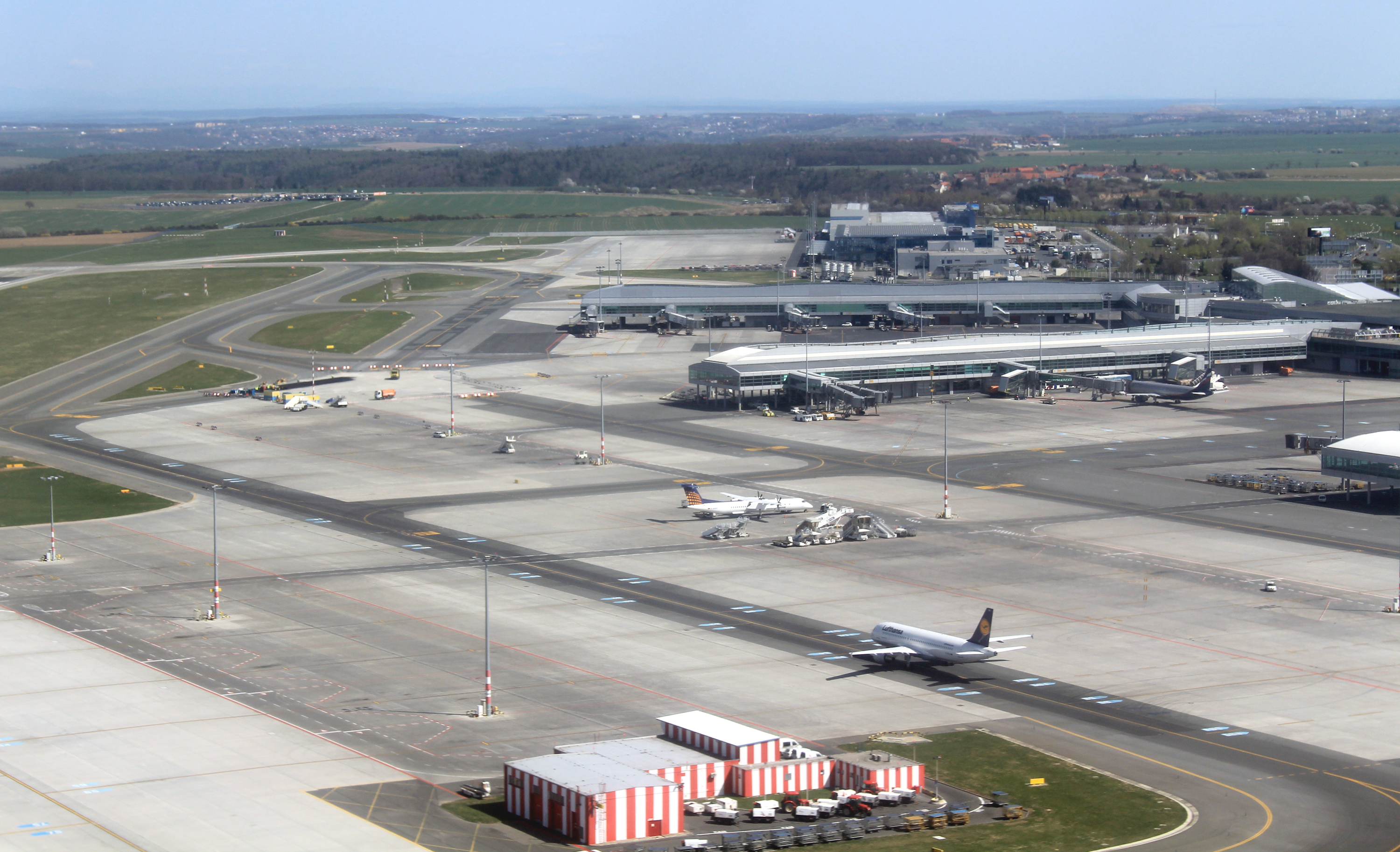
Částečný pohled na letiště s přistávací dráhou

Plánuje se výstavba nové vzletové a přistávací dráhy rovnoběžné s dráhou 06/24. Ačkoli již v roce 2004 generální ředitel České správy letišť Martin Kačur uváděl plánovaný začátek stavby na rok 2007 a dokončení již o dva roky později, získal projekt stavby teprve 27. 10. 2011 od Ministerstva životního prostředí souhlasné stanovisko EIA (posouzení vlivu na životní prostředí, žádost byla podána 1. 9. 2005 a bylo k ní přes 3600 vyjádření). Součástí je ale 71 podmínek, mj. úplné zastavení leteckého provozu od 24:00 do 5:29 hodin.
Současná dráha 06/24 je hlavní dráhou letiště a odehrává se na ní více než 80 % provozu letiště. Vedlejší dráha 12/30 smí být pro provoz využita pouze v případě, kdy není z technických či meteorologických důvodů možné používat dráhu 06/24. To znamená, že ačkoli má letiště Praha-Ruzyně dráhy dvě, používá se vždy pouze jedna. Hodinová kapacita této jediné dráhy je 46 (maximálně 48) pohybů (vzletů a přistání) letadel, což řadí Ruzyni mezi absolutní evropskou špičku podle intenzity provozu na jedné dráze (absolutní jedničkou je letiště Londýn/Gatwick s kapacitou 46–50 pohybů v závislosti na poměru vzletů a přistání). Ani to však již provozu nestačí a dráhový systém letiště a je v současnosti přetížen[zdroj?].
Řešením problému je výstavba nové paralelní dráhy 06R/24L. Ta má být umístěna v prostoru původní dráhy 04/22, 1525 metrů jižně od stávající dráhy 06/24, která bude přeznačena na 06L/24R. Nová dráha bude mít rozměry 3550 × 60 m. Bude vybavena jako přístrojová dráha pro přesné přiblížení zařízením ILS CAT IIIB v obou směrech (ILS CAT IIIB umožňuje např. automatické přistání při nulové dohlednosti až do dotyku země).[zdroj?] Investice na novou paralelní dráhu bude 9 miliard korun.[zdroj?]
Pozemky pro paralelní dráhu přes jejich dlouho známý strategický záměr prodal v roce 2003 státní Pozemkový fond soukromým vlastníkům za cenu zemědělské půdy. Více než 70 ha těchto pozemků nakoupila investiční skupina Penta Investments v roce 2005, když nabídla lepší cenu než stát (500–1000 Kč/m²). Státní Letiště Ruzyně tyto pozemky získalo až na konci roku 2008. Pozemky byly považovány za klíčové pro cenu Letiště Praha, které bylo připravováno k privatizaci. Čistý zisk transakce ve prospěch Penty měl činit údajně 3 až 3,5 mld Kč, cena za metr čtvereční pozemku dosáhla přibližně 5500 Kč. Podle týdeníku EURO s odkazem na důvěryhodné zdroje žádala přitom skupina za metr čtvereční deset až dvanáct tisíc korun (celkově více než sedm miliard korun). Spolumajitel Penty Marek Dospiva cenu za čtvereční metr potvrdil jako cenu k jednání, stále výhodnou pro stát. Transakce nakonec proběhla ne jako odkup pozemků, ale přes nákup akcií společnosti Realitní developerská, což umožnilo snížení odvodu daní pro ČR.
V roce 2005 Parlament ČR schválil zvláštní zákon č. 544/2005 Sb. o výstavbě vzletové a přistávací dráhy 06R – 24L letiště Praha Ruzyně, který deklaroval veřejný zájem paralelní dráhy a možnost přistoupit k vyvlastnění potřebných pozemků. Zákon v březnu 2009 prohlásil Ústavní soud ČR za protiústavní a zrušil jej, vyhověl tak návrhu 17 senátorů, ke kterým se později připojil další senátor Karel Schwarzenberg.
17. prosince 2020 zastupitelstvo hl. města Prahy odsouhlasilo změnu Územního plánu související s výstavbou paralelní dráhy, po její výstavbě dojde k uzavření leteckého provozu v nočních hodinách a zároveň bude zrušena současná tzv. vedlejší přistávací a vzletová dráha, která vede nad hustě osídlenými částmi Prahy a Kladenska.

#### Nezákonnosti v rozhodování a odpor občanů
Proti výstavbě dráhy vystupuje řada sdružení místních obyvatel z okolí letiště, kteří se obávají zhoršení prostředí, ve kterém žijí. Jedná se např. o Občanské sdružení pro Nebušice. Kritikům výstavby letiště se podařilo úspěšně u Nejvyššího správního soudu napadnout nezákonnost rozhodování orgánů hlavního města Praha při projednávání územního plánu.
Zastupitelstvo hl. m. Prahy se následně pokusilo neúspěšně rozsudek správního soudu napadnout stížností u Ústavního soudu. Ten v rozhodnutí ze dne 28. listopadu 2006 stížnost zamítl a definitivně tak potvrdil nezákonnost postupu při přípravě stavby nové přistávací dráhy.
Zastupitelstvo následně přijalo novou změnu územního plánu. Byla opět napadena u Nejvyššího správního soudu a ten podanou kasační stížnost zamítl. Ústavní soud dne 25. 3. 2009 rozhodl, že se Nejvyšší správní soud musí tímto případem znovu zabývat, protože rozhodl „příliš formalisticky“ a „takový postup neshledal senát Ústavního soudu jako ústavně souladný“. Verdikt soudu však nemá na projekt dráhy bezprostřední vliv.

### Řídicí věž
Kromě paralelní dráhy je plánovaná výstavba i nové řídicí věže, která má díky své vyšší výšce zajistit lepší výhled dispečerům. Její cena vyjde přibližně na 380 milionů korun. Půjde-li vše podle plánu, začne se stavět v roce 2021 a uvedena do provozu bude o dva roky později. Počítá se, že její výška bude asi 75 metrů, tedy o 30 metrů více než má současná věž. Ta nebude zbourána, ale využije se jako testovací a záložní pracoviště.

## Doprava u letiště

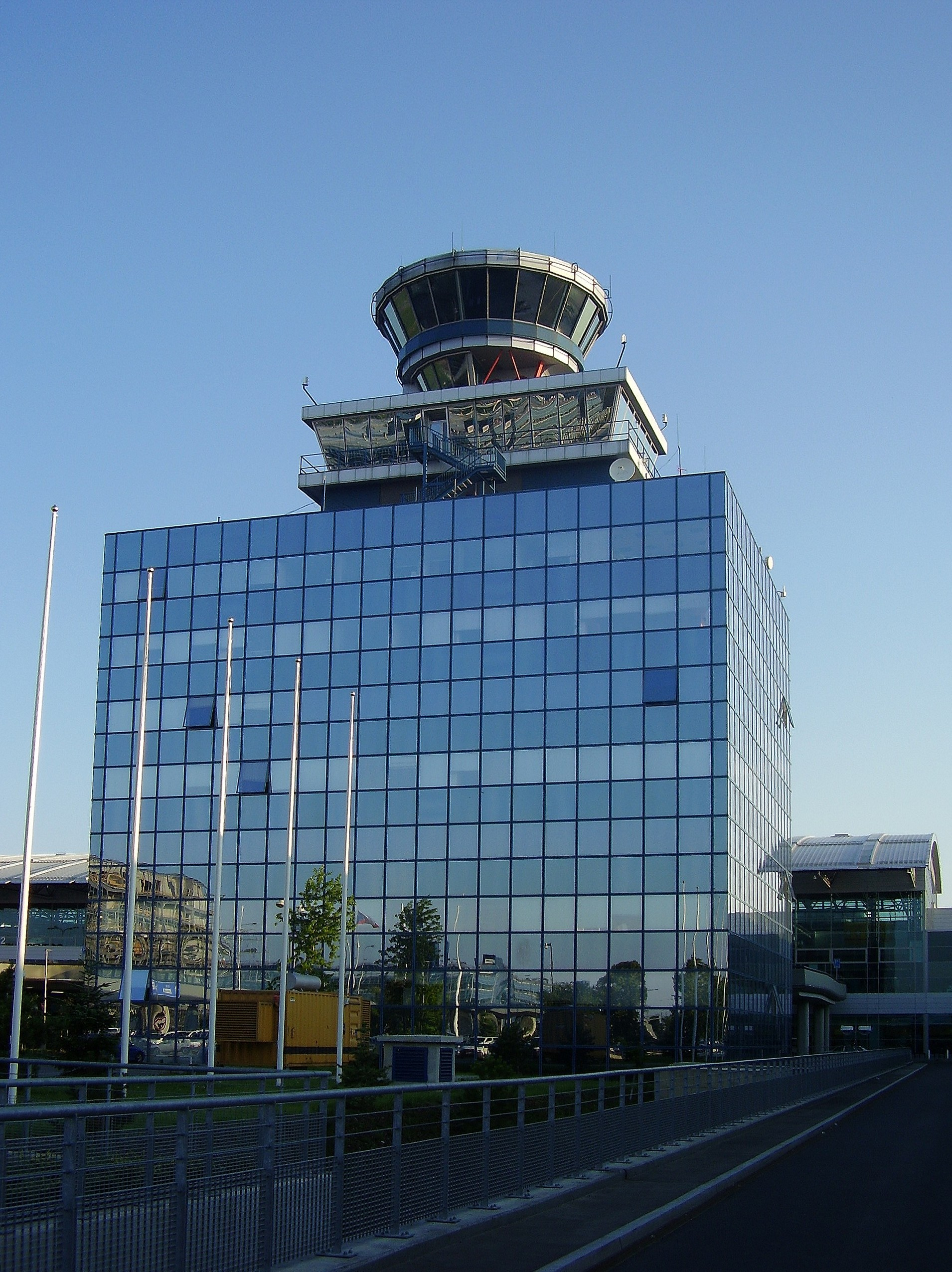
Současná řídicí věž

### Autobusové a trolejbusové linky
Dne 16. července 1938 byla v trase Vozovna Vokovice – Letiště zavedena autobusová linka označená písmenem I. V roce 1952 byla přečíslována na 108.
Rychlíková autobusová linka 225, provozovaná z náměstí Republiky k letišti od 3. října 1960, byla v poválečné době jednou z prvních třech městských autobusových linek s jednoslužným provozem, tedy bez průvodčího. Zpočátku zde platilo dvojnásobné jízdné oproti běžným městským linkám, což vyjadřovala i dvojka na začátku čísla linky. Později byla tato linka přečíslována na běžnou linku 119.
Pro cestu na letiště nebo z letiště existuje mnoho možností:
- Trolejbusová linka 59 ke stanici linky metra A Nádraží Veleslavín (do roku 2024 autobusová linka 119). Než došlo v roce 2015 k prodloužení metra do Motola, jezdily autobusy až ke stanici metra Dejvická. Na Václavské náměstí se lze s přestupem na metro dostat za cca 35 minut.
- Městské autobusové linky za běžný přestupní městský tarif pražské integrované dopravy, provozované Dopravním podnikem hl. m. Prahy. Základní přestupní jízdné na 90 minut činí 40 Kč, dalších 20 Kč se platí za každé zavazadlo. 
  - Linka 100 na konečnou metra B Zličín. Linka využívá dálniční Pražský okruh. Cesta na Václavské náměstí s přestupem na metro trvá asi 45 minut.
  - V noci zastávková linka 910 přes Liboc, Břevnov, Smíchov a centrum Prahy směrem na Pankrác, Krč a Modřany. Zastávka Karlovo náměstí se nachází poblíž nočního centrálního přestupního uzlu tramvají, zastávka I. P. Pavlova je přestupním bodem na páteřní noční autobusové linky. Doba jízdy z letiště na Václavské náměstí s přestupem na tramvaj je asi 50 minut. V minulosti po dlouhá léta jezdila noční autobusová linka z letiště jen k tramvajové konečné Divoká Šárka, kde na ni navazovala noční tramvajová linka 51, od 2. července 2005 byla linka 510 prodloužena až na Sídliště Stodůlky (v hodinovém intervalu), od 30. srpna 2008 byla místo Stodůlek odkloněna přes centrum do Modřan (Na Beránku) a její interval byl zkrácen na 30 minut. Od 29. dubna 2017 číslo je 910.[104]
  - Zastávková linka 191 přes Liboc a Břevnov na Smíchov (Na Knížecí) je v této části Prahy denní obdobou noční linky 910. Význam má, podobně jako linka 100, zejména pro spojení do západní části Prahy. Před 7. dubnem 2015 nesla tato, resp. obdobná linka po dlouhá léta číslo 179.
  - Před 1. září 2012 zajíždělo k letišti též několik spojů linky 254, z Dejvické přes Nebušice a Přední Kopaninu. Začátkem roku 2024 funguje mezi Přední Kopaninou a letištěm ve dne veřejná linková doprava linkou 161 v pracovní dny v hodinových intervalech a linkou 907 v noci.
  - V noci zastávková linka 907 přes Přední Kopaninu, Nebušice, Hradčanskou a centrum Prahy na Smíchov (Anděl), Smíchovské nádraží, Lipence.
- Přímá autobusová linka Airport Express (AE, 103120) do zastávky Hlavní nádraží (ve směru z letiště staví též na náměstí Republiky a u Masarykova nádraží) je provozovaná DPP ve spolupráci s Českými drahami za zvláštní nepřestupní tarif Pražské integrované dopravy. Kromě jízdenky zakoupené u řidiče platí na této lince i železniční jízdenky ČD a mezinárodní železniční jízdenky vystavené do stanice nebo ze stanice „Praha-letiště (NAD)“ nebo „Praha Airport“, zvýhodněné jízdenky na tuto linku nabízí svým zákazníkům i RegioJet. Doba jízdy je kolem 33 minut a interval 30 minut, v sezóně zkrácený až na 10 minut. Základní jízdné činí 100 Kč (stav v roce 2024), zavazadla se přepravují zdarma.
- Minibusová městská linka 103102 společnosti CEDAZ jezdí do centra do ulice V Celnici, mezi náměstím Republiky a Masarykovým nádražím, před kancelář ČSA. Jízdné v roce 2015 činí 150 Kč za osobu, standardní počet zavazadel se přepravuje zdarma.
- Z nástupiště pod estakádou odjíždějí příměstské a meziměstské autobusové linky: linky PID 319 dopravce ČSAD MHD Kladno do vesnic v okolí letiště (Kněževes, Dobrovíz, Hostouň, Jeneč) a 322 (Kněževes, Středokluky, Běloky, Makotřasy, Buštěhrad, Hřebeč, Kladno), neintegrovaná linka ČSAD Slaný do Slaného (220059) a dálková linka RegioJet 141103 na Karlovarsko. Student Agency na své dálkové lince přepravuje i frekvenci z letiště na ÚAN Florenc, a to za základní jízdné 60 Kč.
- Ze zastávky U Hangáru odjíždí linky PID 322 směr Kněževes, Hřebeč, Kladno, 323 směr Zákolany, Koleč, 324 směr Buštěhrad, Kladno (po D7) a 356 směr Tuchoměřice, Statenice, Bořislavka a neintegrované linky 220058, 220059 a 220089 do Slaného.

Městské autobusové linky severní terminál při příjezdu i při odjezdu objíždějí stejným směrem, zastávky u terminálu se jmenují Terminál 1 a Terminál 2, zastávka v otočce se jmenuje Letiště a nácestná zastávka v blízkosti otočky se jmenuje Schengenská. Dále zastávkové linky zastavují v zastávkách U Hangáru, Na Padesátníku, Terminál 3 a K Letišti.
V minulosti byla na kladenské výpadovce (Lipská, dříve Evropská) u odbočení Aviatické ulice, kde přechází v dálnici D7, zastávka „Praha, Aviatická“ pro linky a spoje, které k letišti nezajížděly. Pro linku 220100 ČSAD Slaný byla zrušena od 18. 7. 2004, pro linku 220078 ČSAD Slaný od 14. 12. 2014, též ji užívaly linky DPÚK, z nichž pro linku 570040 Litvínov–Praha byla zrušena k 29. září 2013 a pro linku 560010 Louny–Praha byla již jako nepoužívaná vypuštěna z jízdního řádu k 1. lednu 2011. Původní umístění zastávky má být dotčeno přestavbou mimoúrovňové křižovatky.

### Poptávková doprava
Je možné využít také vozidel taxislužby. Stanoviště taxislužby přímo u terminálů využívají výhradně taxikářské společnosti, které mají smlouvu s provozovatelem letiště. Kromě taxislužby zajišťují individuální poptávkovou dopravu též vozidla smluvní dopravy pod označením FIX. Autobusové nádraží Florenc nabízí pro spojení s letištěm smluvní transfery ve svém informačním centru. Kromě toho existuje v areálu letiště kyvadlová minibusová doprava k parkovištím a poptávková doprava k některým hotelům stojícím v komplexu letiště.

### Silniční infrastruktura
K letišti vede od sjezdu z dálnice D7 (Lipské ulice) nedlouhá Aviatická ulice, která oblast Nového letiště (severního terminálu) prochází velkou smyčkou. Ke starému letišti (jižnímu terminálu) vede ulice K letišti od mimoúrovňového křížení Evropské ulice, Pražského okruhu a dálnice D7. Na přímé propojce mezi starým a novým letištěm je veřejný provoz omezen, jezdí tudy však městské a regionální autobusové linky.
Silniční provoz před terminály je přísně regulován, dokonce i řidiči linkových autobusů si musejí při každé jízdě čipovou kartou otevírat vjezdovou a výjezdovou závoru. Poplatková politika letiště motivuje řidiče k co nejrychlejšímu odbavení – na expresních parkovištích P1 a P2 v blízkosti terminálů 1 a 2 je pobyt vozidla do 15 minut zdarma, na delší dobu nejméně za 100 Kč.
Pro celodenní parkování je určen parkovací dům PCComfort a venkovní parkoviště PBEconomy, pro vícedenní parkování parkovací domy PDHoliday, PASmart i PCComfort. Další parkoviště patří ke zdejším hotelům. Na letišti je též půjčovna automobilů.
Přes oblast dnešního letiště vedla významná stará Slánská silnice od Ruzyně směrem na Středokluky, Slaný. V její stopě vedou dnešní ulice Drnovská a starší část ulice K letišti, za letištěm pak v Kněževsi ulice Na Staré silnici. Toto dálkové spojení nahradila dnešní dálnice D7, která letiště obchází východní stranou. U letiště směrem od Hostivice se nachází také zbytek zrušeného úseku bývalé okresní silnice Sobín – Hostivice – Kněževes, který dnes slouží jako polní cesta (pokračování ulice K Višňovce).

### Železniční vlečka
Dnešní železniční trať 121 původně vedla jako pokračování dnešní větve trati 122 od Hostivice ke Kněževsi (stanici Středokluky) přímo přes západní část dnešního letiště. Kvůli rozšiřování letiště však byla v roce 1960 přeložena do trasy kolem vesnic Hostouň a Dobrovíz. Část původní větve ve směru od stanice Středokluky však zůstala zachována jako železniční vlečka, která slouží k zásobování letiště leteckým palivem.

### Záměry zavedení osobní kolejové dopravy
Od 90. let 20. století spolu soupeřily koncepce, zda k letišti prodloužit linku metra A (případně linku metra B), nebo modernizovanou železniční dráhu do Kladna, tradičně označovanou za rychlodráhu, či její odbočku, popřípadě více variant současně, a obě investice byly dlouho oddalovány. Zastupitelstvo hl. m. Prahy schválilo projekt železniční „rychlodráhy“ společnosti PRaK usnesením č. 13/21 ze dne 11. 1. 1996, zprovoznění bylo v té době plánováno na roku 2004. Prodloužení metra A ze stanice Dejvická nebo metra B ze stanice Zličín k letišti bylo v té době hodnoceno jako nevýhodné a jako nehospodárný souběh dvou páteřních kolejových systémů. V roce 1999 Česká správa letišť objednala vypracování projektu úseku z centra Prahy na letiště s tím, že prodloužení do Kladna by bylo až dodatečnou fází – takto pojímaly priority i České dráhy v roce 2001. V té době se hovořilo o tom, že v relaci na letiště a z letiště mělo platit speciální vysoké jízdné. V Praze 6 vzniklo a vyvíjelo aktivitu občanské sdružení „Chceme metro, nechceme rychlodráhu“, jemuž se podařilo přípravu zablokovat. Přibližně v roce 2004 vydaly Středočeský kraj a hlavní město Praha memorandum, v němž modernizaci železniční tratě označily za prioritu. Pilotní projekt ministerstva dopravy doporučilo ministerstvo financí vládě v rámci programu PPP a ta jej projednávala na zasedání 12. ledna 2005.
Městské části Praha 6 a Praha 7 měly v té době k projektu negativní stanovisko, Praha 6 preferovala metro před modernizací železnice. Pražský radní Radovan Šteiner i náměstek primátora Jan Bürgermeister tou dobou uvedli, že výstavba železniční trati není v rozporu s prodloužením metra, Šteiner však očekával alespoň 50% finanční podíl státu na financování nového úseku metra. Vláda 19. ledna 2015 vzala návrh ministerstva financí na vědomí, ale žádným způsobem projekt nepodpořila.
V dubnu 2005 město Praha rozhodlo, že bude na letiště prodloužena linka metra A, přičemž se se počítalo s vybudováním dopravního terminálu na Dlouhé míli, kde by byl možné přestup z modernizované kladenské železnice. Kvůli odkladům výstavby této části trasy A i železniční tratě se na přelomu července a srpna 2011 objevila zpráva, že autobusový terminál a parkoviště P+R budou místo Dlouhé míle vybudovány u stanice Nádraží Veleslavín. V konceptu územního plánu hlavního města Prahy, zveřejněném v listopadu 2009, byly obě uvažované větve linky A Motol – Letiště Ruzyně i Motol – Zličín vedeny jako územní rezerva. 6. dubna 2015 byla linka metra A prodloužena do stanice Nemocnice Motol a městské i regionální autobusové linky od letiště byly ukončeny v novém terminálu u stanice metra Nádraží Veleslavín.
O modernizaci železniční tratě je dlouhodobě sváděn politický boj zejména s městskou částí Praha 6, která původně preferovala, aby k letišti bylo prodlouženo metro, a po opuštění této varianty prosazuje, aby z urbanistických a hygienických důvodů byla co nejdelší část modernizované trati přes obydlené území vedena pod zemí, zatímco investoři se snaží prosazovat levnější varianty.
25. října 2007 zastupitelstvo města Prahy schválilo do konceptu změny územního plánu, aby k letišti téměř souběžně s železniční rychlodráhou vedla i trasa metra s rokem dokončení asi 2018, proti prodloužení metra byla Strana zelených, která tento souběh označila za plýtvání. V prosinci 2007 Dopravní fakulta ČVUT dokončila na základě zadání ministerstva dopravy studii „Posouzení variant železničního spojení Praha – Letiště Praha-Ruzyně – Kladno“, kde porovnala čtyři varianty řešení. V únoru 2008 Praha 6 oznámila změnu stanoviska a začala železniční rychlodráhu podporovat, zejména s odvoláním na studii provedenou ČVUT a na rozhodnutí, že bude prodlouženo i metro, a za podmínek, že některé úseky budou vedeny pod zemí a že trať bude sloužit jen osobní dopravě. Strana zelených však byla proti souběhu a preferovala před metrem na letiště železnici.
29. dubna 2008 vydali ministr dopravy, středočeský hejtman, pražský primátor, starostové městských částí Praha 7 a Praha 6 (starosta Prahy 6 podmíněně) a 1. náměstek primátora města Kladna společné memorandum k realizaci stavby. Podpořili trať dvoukolejnou, elektrizovanou, ve stopě Buštěhradské dráhy s odbočkou na letiště, s konečnou stanicí v centru Prahy. Realizována měla být do konce roku 2013. Měla být plně zařazena do systému Pražské integrované dopravy. Otázka financování výstavby zůstala v deklaraci otevřená. Projekt pod názvem Modernizace trati Praha – Kladno s připojením na letiště Ruzyně objednala státní organizace Správa železniční dopravní cesty. V květnu 2008 byla přípravná dokumentace předložena k veřejnému projednání, se zapracovanými připomínkami měla být k dispozici do konce března 2009. V lednu 2009 se objevila zpráva, že termín 2013 se nepodaří dodržet a kvůli nevyřešenému financování a územnímu plánu se nejméně o dva roky odloží. V září 2009 ministerstvo dopravy oznámilo, že se projekt pozastavuje kvůli napjaté situaci státního rozpočtu a úsporným opatřením vlády Jana Fischera, deník Blesk však přišel se spekulací, že stavbu blokuje sám ministr dopravy Gustáv Slamečka z důvodu, že má vést v blízkosti domu, kde bydlí. Středočeský hejtman David Rath navrhl zlevnit projekt o deset miliard tím, že na území Prahy 6 bude upuštěno od hloubené varianty, ale to by odporovalo požadavku Prahy 6. 11. listopadu 2011 média referovala, že se ministr dopravy Pavel Dobeš a středočeský hejtman David Rath dohodli, že jako první bude postaven úsek z Veleslavína k letišti do Ruzyně, a to tak, aby byl zprovozněn současně s prodloužením tratě A metra z Dejvic přes Veleslavín do Motola, které mělo být dokončeno v roce 2015. Správy železniční dopravní cesty Pavel Halla upřesnil, že v té době by měl být železniční úsek alespoň rozestavěn. Výstavba úseku z Veleslavína na Masarykovo nádraží byla odložena na neurčito. Výstavba žádného úseku však zahájena dosud nebyla.
Další uvažovanou variantou je napojení letiště na systém vysokorychlostních tratí, kdy by přes letiště procházela trať Praha – Plzeň (– Norimberk) a Praha – Ústí nad Labem (– Berlín).[zdroj?]

## Název letiště

### Ronalda Reagana
V únoru 2011, při příležitosti oslav 100. výročí narození 40. amerického prezidenta Ronalda Reagana, napsala skupinka aktivistů ministrovi financí Miroslavu Kalouskovi otevřený dopis, v němž žádali, aby bylo letiště pojmenováno po tomto americkém prezidentovi, který se zasloužil o pád železné opony a totalitních režimů ve východním bloku. Za návrhem stála společnost Opona.

### Václava Havla

#### Feničova výzva a petice pro přejmenování
Po úmrtí Václava Havla, 19. prosince 2011, vydal Fero Fenič prohlášení s výzvou přejmenovat letiště Praha-Ruzyně v Praze-Ruzyni na Letiště Václava Havla. Název Ruzyně podle Feniče připomíná spíše známou pražskou věznici. Podle Feniče by se nejednalo o přejmenování, ale o pojmenování letiště, protože v názvu „Letiště Praha“ podle něj není žádné jméno. Jako vzory uvedl mimo jiných i letiště Johna F. Kennedyho v New Yorku a Charlese de Gaulla v Paříži.
Reklamní a marketingová agentura Graffitti Networks pro prezentaci a podporu návrhu zřídila webovou stránku na doméně www.letiste-vaclava-havla.cz a www.letistevaclavahavla.cz. O výzvě opakovaně referovala významná média, podepsali ji například Jiří Bartoška, Jaroslav Brabec, Tereza Brdečková, Martin Bursík, Věra Čáslavská, David Černý. Do 29. prosince 2011, za 10 dní, se pod internetovou peticí objevilo asi 70 tisíc podpisů.

#### Kroky k přejmenování
Společnost Letiště Praha podala 23. prosince 2011 žádost Úřadu průmyslového vlastnictví o registraci slovních ochranných známek ve znění "Mezinárodní Letiště Václava Havla v Praze" a "Vaclav Havel Prague International Airport". Dagmar Havlová, manželka zesnulého prezidenta Václava Havla, dala vládě ČR v polovině ledna 2012 souhlas s tím, že letiště může přejmenovat po jejím zesnulém manželovi. Vláda tak na jaře 2012 měla o přejmenování letiště Praha hlasovat.

#### Petice výtvarníka Kellnera proti přejmenování
V sobotu 25. prosince 2011 se na internetu objevila též anonymní petice proti přejmenování letiště. Parlamentní listy její autorství nejprve v pondělí 27. prosince přiřkly miliardáři Petru Kellnerovi, jehož společnost však vzápětí oznámila, že akcionář PPF Petr Kellner nemá s peticí nic společného a text prohlášení žádným způsobem nepodporuje. Zároveň vyjádřil podezření, že nejde-li o náhodnou shodu jmen, může se jednat o podvrh či provokaci, které hrubým způsobem zasahuje do práv akcionáře PPF Petra Kellnera. Do 29. prosince 2011, za 4 dny, se pod ní objevilo asi 7 tisíc podpisů.
Na konci článku Britských listů Na prahu autoritativního režimu z 13. ledna 2012, její autor Petr Kellner odkázal na petici, v tu dobu s něco přes 19 tisíci podpisů. V tu dobu stránky petice uváděly k autorovi:
Autor petice: narozen 1956, nebyl členem pionýra SSM, KSČ, ani jiné politické strany, nebyl v disentu, je odpůrcem všech totalitních systému, pravicových i levicových.
Od roku 1985 do současnosti vykonává svobodné povolání, výtvarník malíř.
Petr Kellner
Na konci ledna 2012 Petr Kellner zveřejnil Otevřený dopis vládě České republiky ze 30.1.2012, v kterém se přimlouvá "při nejmenším o určitou zdrženlivost a to zejména k památce zesnulého exprezidenta pana Václava Havla, který sám před rokem 1990 byl tvrdým kritikem a odpůrcem vytváření jakýchkoliv kultů osobnosti" a prosí "vládu, aby zvážila a přehodnotila tento krok, který by mohl působit jako velice špatný signál směrem k občanské společnosti a svým důsledkem vytvořil precedens, který připomíná principy rozhodování daleko před rokem 1989, kdy mocenské aparáty bývalého režimu určovaly autoritativním způsobem, kdo je, nebo naopak není vhodný obdivu občanů naší země". V té době pod peticí proti přejmenování stály podpisy více než 22 tisíc podporovatelů (pod peticí Fera Feniče za přejmenování přes 81 tisíc).

#### Další reakce
Pochyby k přejmenování letiště vyjádřil 27. prosince 2011 bývalý Havlův tajemník Vladimír Hanzel, podle nějž letiště je příliš komerční subjekt a navíc Havel létání bytostně nesnášel. Navrhl, aby byla po Havlovi pojmenována spíše instituce, která by mohla nést Havlův duchovní odkaz – divadlo, knihovna, univerzita, koncertní sál.
Podle průzkumu CVVM mezi lidmi převažovali kritici přejmenování nad příznivci.

#### Souhlas vlády a přejmenování

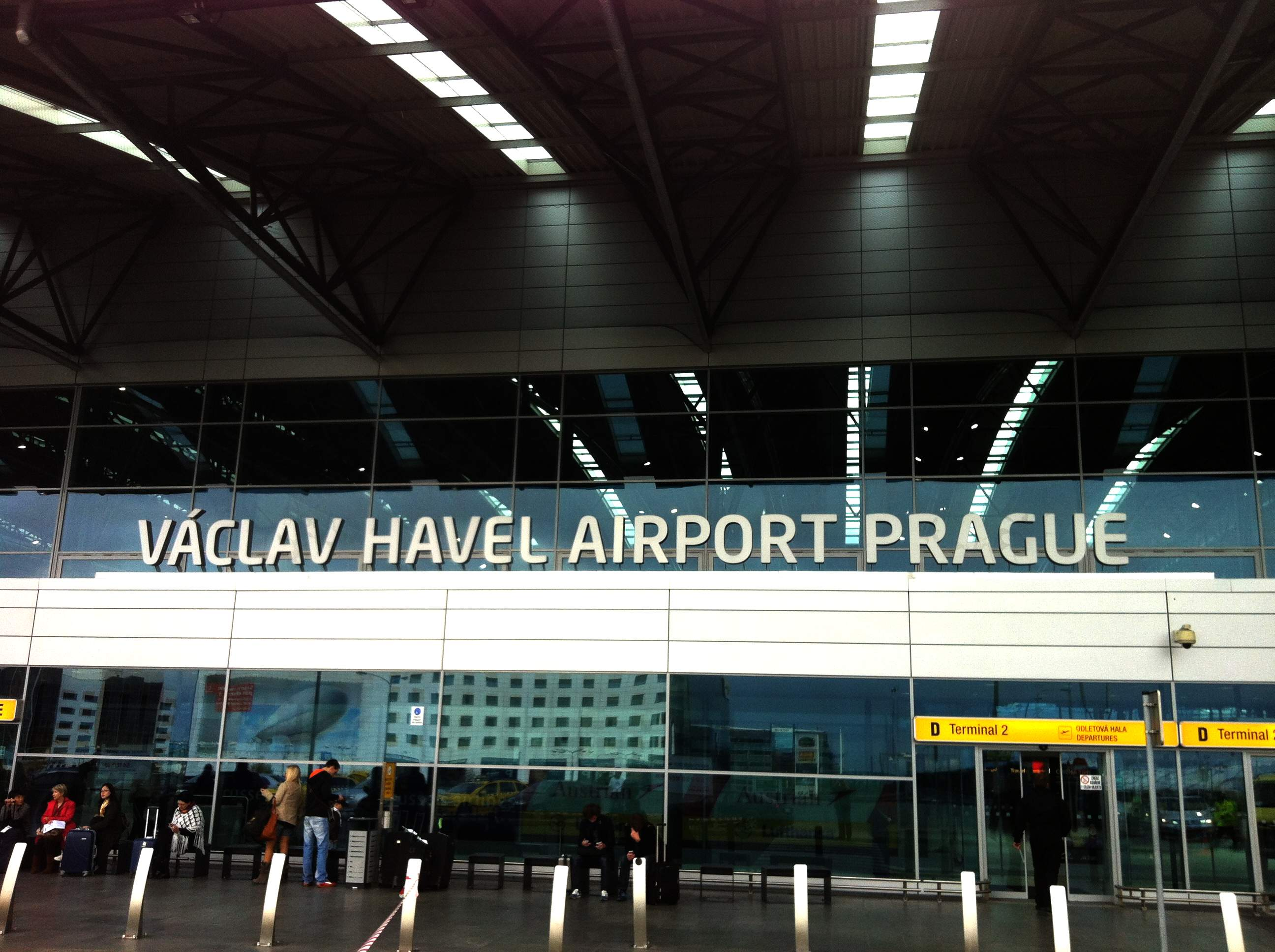
Název letiště nad vchodem do terminálu 2

Dne 21. března 2012 vláda odsouhlasila návrh na přejmenování Letiště Ruzyně na „Letiště Václava Havla Praha“, v angličtině „Prague Airport – Vaclav Havel“.
Ještě téhož dne se objevila řada kritických ohlasů upozorňujících na chybný slovosled. Václav Pinkava, syn spisovatele Jana Křesadla, upozornil redakci iDNES.cz i Lidové noviny, že v tomto slovosledu název znamená, že se Václav Havel stal letištěm, tedy „Pražské letiště Vaclav Havel“, a pozastavil se i nad chybějící čárkou v Havlově jménu. Název označil za paskvil. Nesmyslnost schváleného názvu redakci potvrdil i překladatel a publicista František Fuka a Pavla Pohořálková z jazykové školy Glossa. Ministerstvo dopravy uvedlo, že s návrhem názvu přišlo samo Letiště Praha a že na problém nikdo dosud ministerstvo neupozornil. Mluvčí letiště Eva Krejčí se pokoušela název hájit tím, že v Paříži se někdy používá zkrácený název „Paris – Charles de Gaulle“ místo „Paris – Charles de Gaulle Airport“. Přislíbila však, že společnost má ještě několik měsíců na přípravu definitivní verze nového názvu a nejvhodnější anglický ekvivalent doladí. Dne 4. června 2012 mluvčí letiště oznámila, že jeho anglický název byl po konzultaci s jazykovými experty přepracován a bude mít podobu „Václav Havel Airport Prague“.
5. října 2012, v den výročí narození Václava Havla, proběhl přejmenovací ceremoniál. Společnost Letiště Praha, a. s. svůj název nezměnila.
9. prosince 2012, v předvečer Světového dne lidských práv a devět dní před prvním výročím úmrtí Václava Havla, byla za účasti Dagmar Havlové a ministra zahraničí Karla Schwarzenberga v Terminálu 2 odhalena tapiserie k poctě Václava Havla s názvem Poslední audience, vytvořená ve Francii podle návrhu výtvarníka Petra Síse; obrázek byl původně použit po Havlově smrti pro titulní stránku Hospodářských novin. Vznik díla inicioval Bill Shipsey, zakladatel organizace Art for Amnesty International. Dílo v ceně 1,5 milionu korun zaplatili hudebníci Bono a The Edge ze skupiny U2, Peter Gabriel, Sting a Yoko Ono. Nástěnný tkaný koberec o rozměrech 5×4,25 metru zobrazuje na tmavomodrém pozadí hejno bílých ptáků ve tvaru člověka vznášejícího se nad řekou a siluetou města.

### Karla Gotta
Bezprostředně po smrti českého popového zpěváka 1. října 2019 vznikla nová petice za přejmenování pražského letiště po Karlu Gottovi.[zdroj⁠?!]

## Životní prostředí
Jelikož je letiště umístěno poblíž obydlené zástavby, nad kterou přelétají přistávající a vzlétající letadla, uplatňuje Letiště Praha, s. p. (správce letiště) některá opatření, sestávající jednak z omezujících pravidel (např. omezení vzletů a přistání ve směrech k obydlené části města, omezení nočních letů, nepřetržité monitorování leteckého hluku, vyhlašování hlukově chráněných oblastí v okolí letiště, vyhlašování povinných protihlukových postupů pro letadla apod.), jednak uplatňováním poplatkové (penalizační) politiky v přímé závislosti na způsobeném leteckém hluku.
V rámci mezinárodního programu Airport Carbon Accreditation letiště v roce 2016 obdrželo certifikát třetí úrovně. Snížilo tak opět oproti minulým roku emise skleníkových plynů.

## Filmy
Ruzyňské letiště se objevilo v několika filmech. Patří mezi ně i Casino Royale, ve kterém Ruzyně představuje společně s Airbusem A340-600 společnosti Virgin Atlantic mezinárodní letiště Miami. Ze starších filmů je možné jmenovat např. Konec agenta W4C prostřednictvím psa pana Foustky.
V roce 2013 natočila Česká televize dokument Runway 06-24 o dráze 06/24 a zároveň její generální rekonstrukci, která proběhla u 50. výročí její existence. K 80. výročí letiště ČT natočila dokument Příběh letiště Praha, kde popisuje historii a fungování zdejšího leteckého provozu. Na YouTube kanálu Letiště Václava Havla vychází videa o provozu na letišti, praktických informacích a zdejších letadlech.